# Kirchen in Scheßlitz

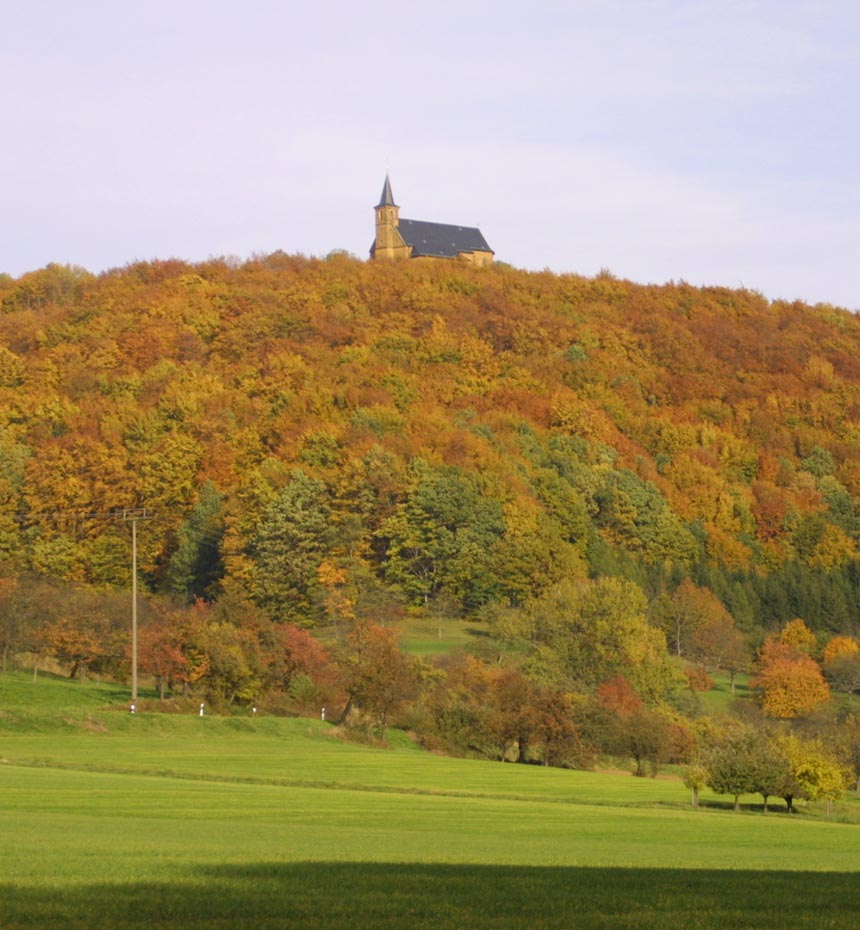
Die weithin sichtbare Gügelkirche

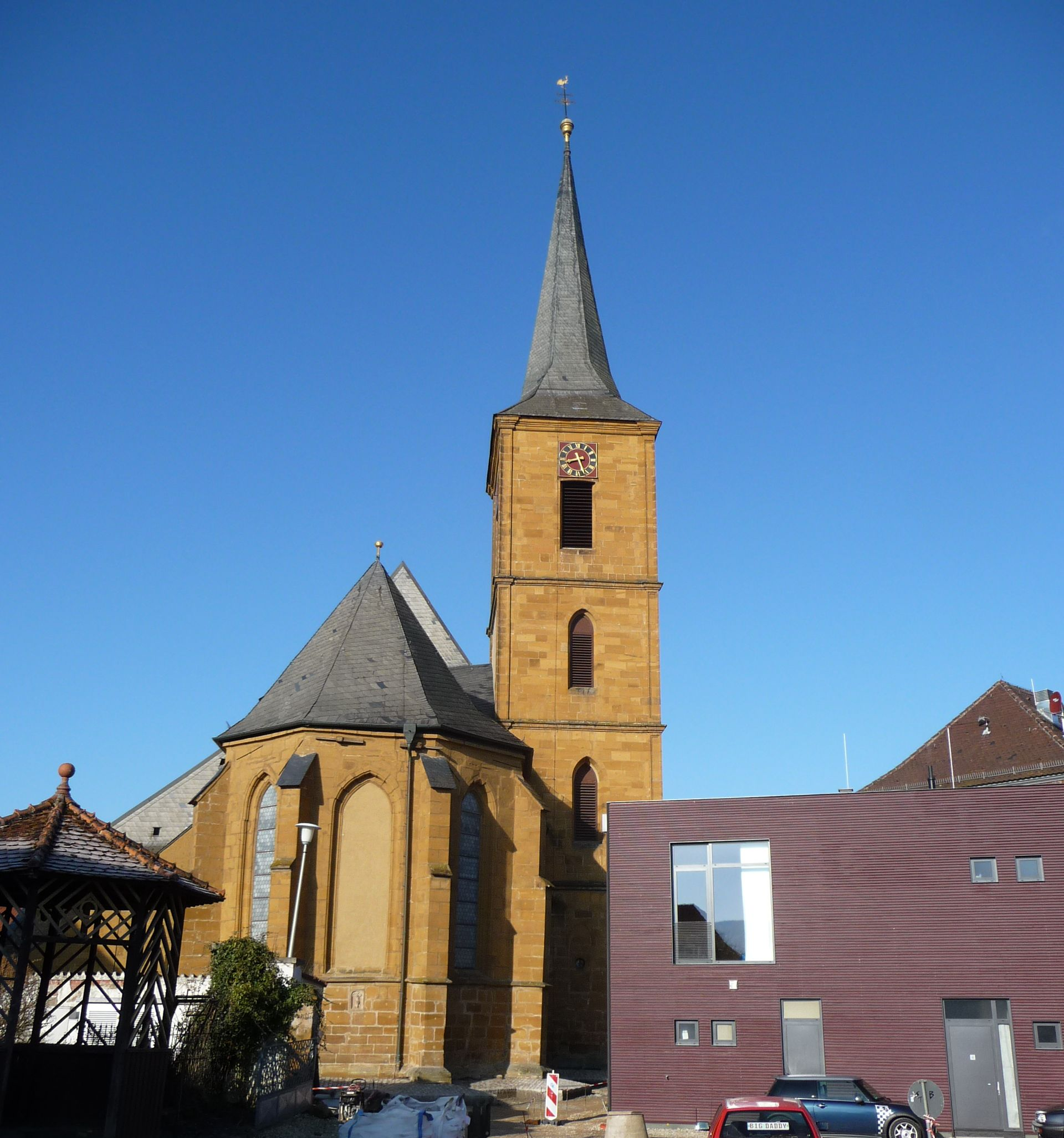
Die Pfarrkirche St. Kilian in Scheßlitz

Diese Liste enthält die Kirchen und Kapellen der oberfränkischen Stadt Scheßlitz und der eingemeindeten Dörfer.

## Giech: Pfarrkirche St. Valentin
- Patronatsfest: 14. Februar (Valentinstag)

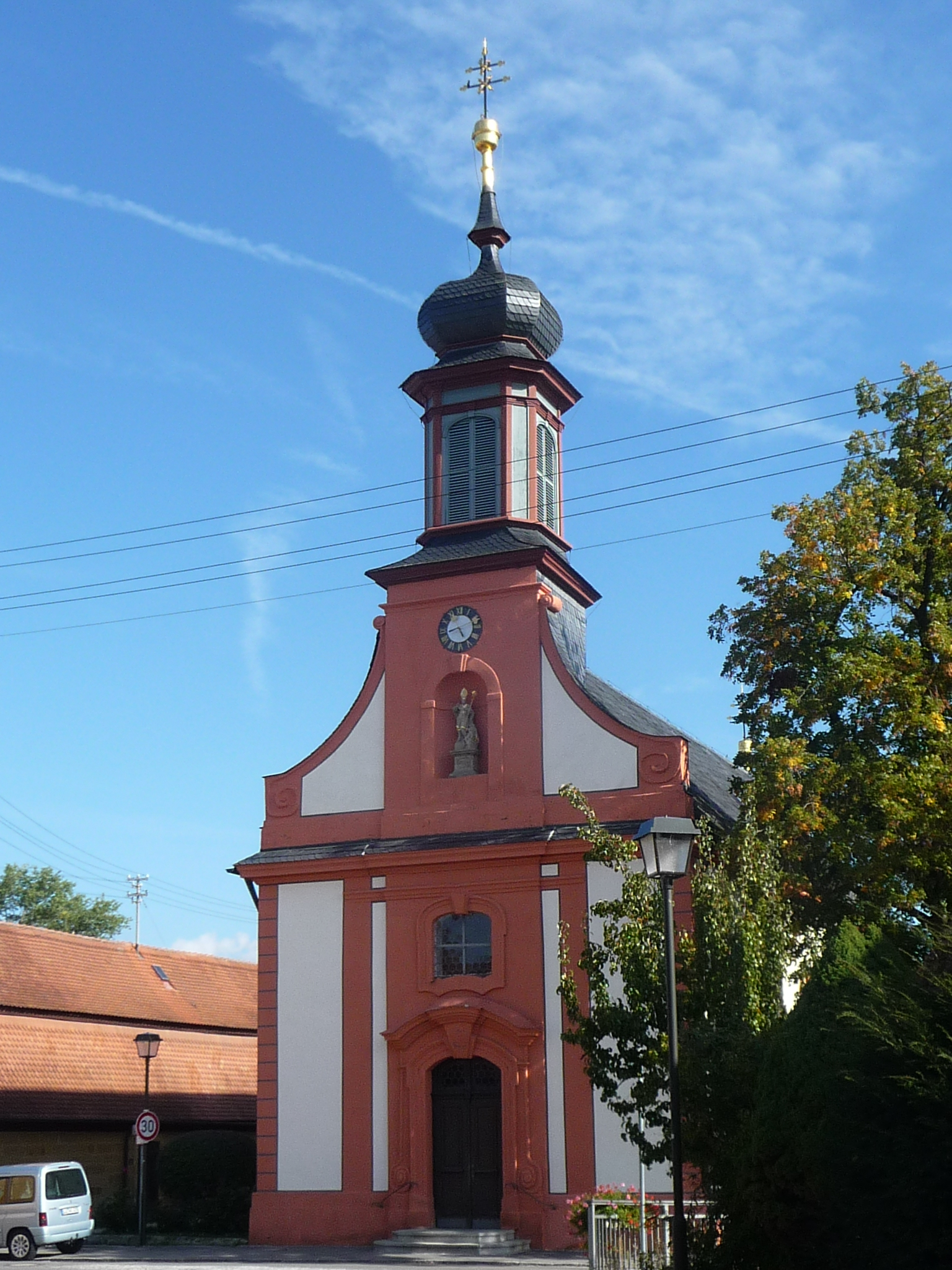
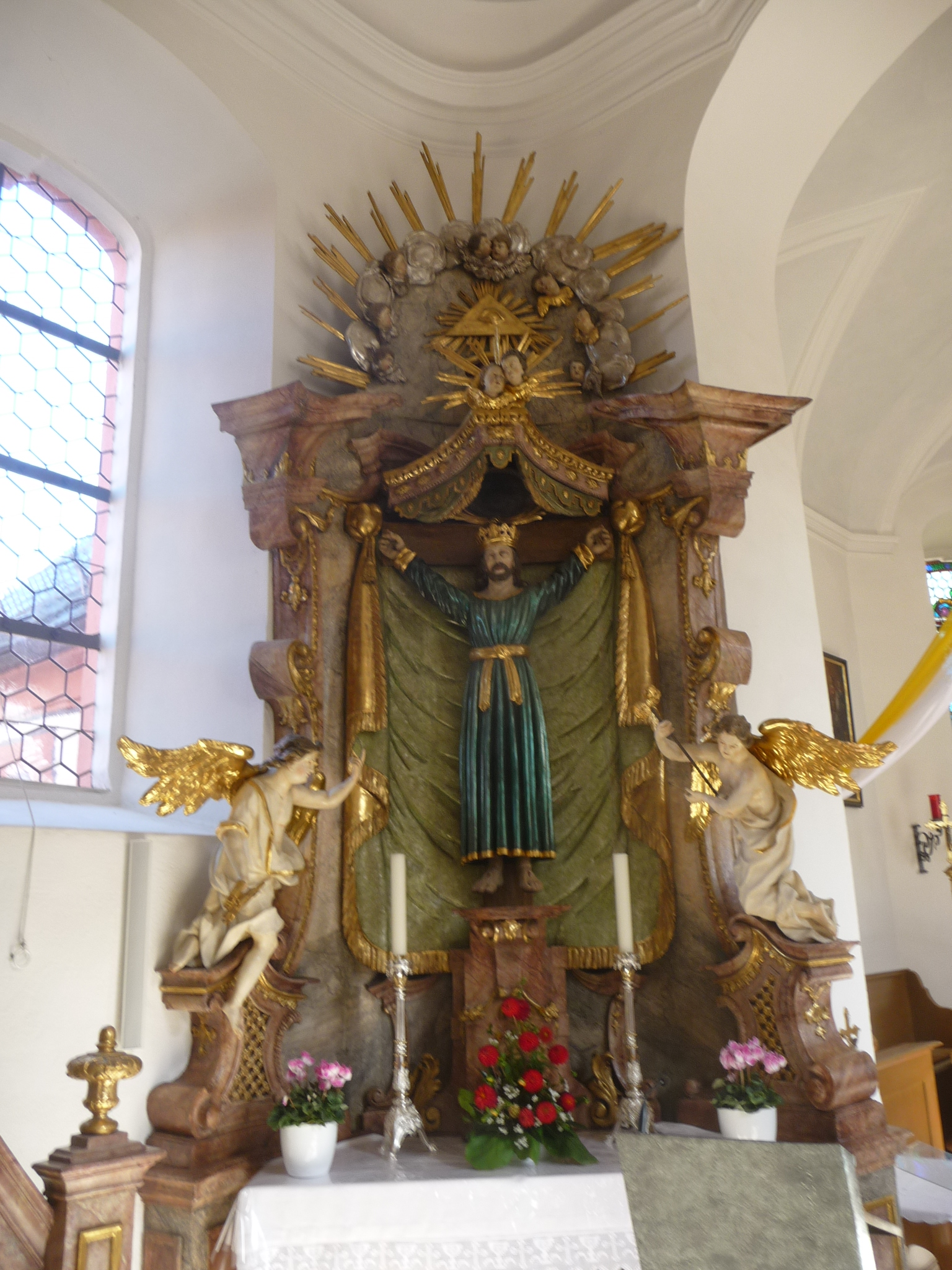

- Patrozinium: Valentin von Terni
- Kirchweih: 1. Sonntag im August
- Ewige Anbetung: 13. September
- Erbaut: 1686, 1737/38 umgestaltet
- Pfarrei: Giech

## Ludwag: Pfarrkirche St. Johannes der Täufer
- Patronatsfest: um den 24. Juni (Johanni)
- Patrozinium: Johannes der Täufer
- Kirchweih: 2. Sonntag im Oktober
- Ewige Anbetung: 19. September
- Erbaut: Wehrturm aus dem 13. Jahrhundert, Kirchenschiff 1670/71 erweitert, 1923 Abbruch und Neubau

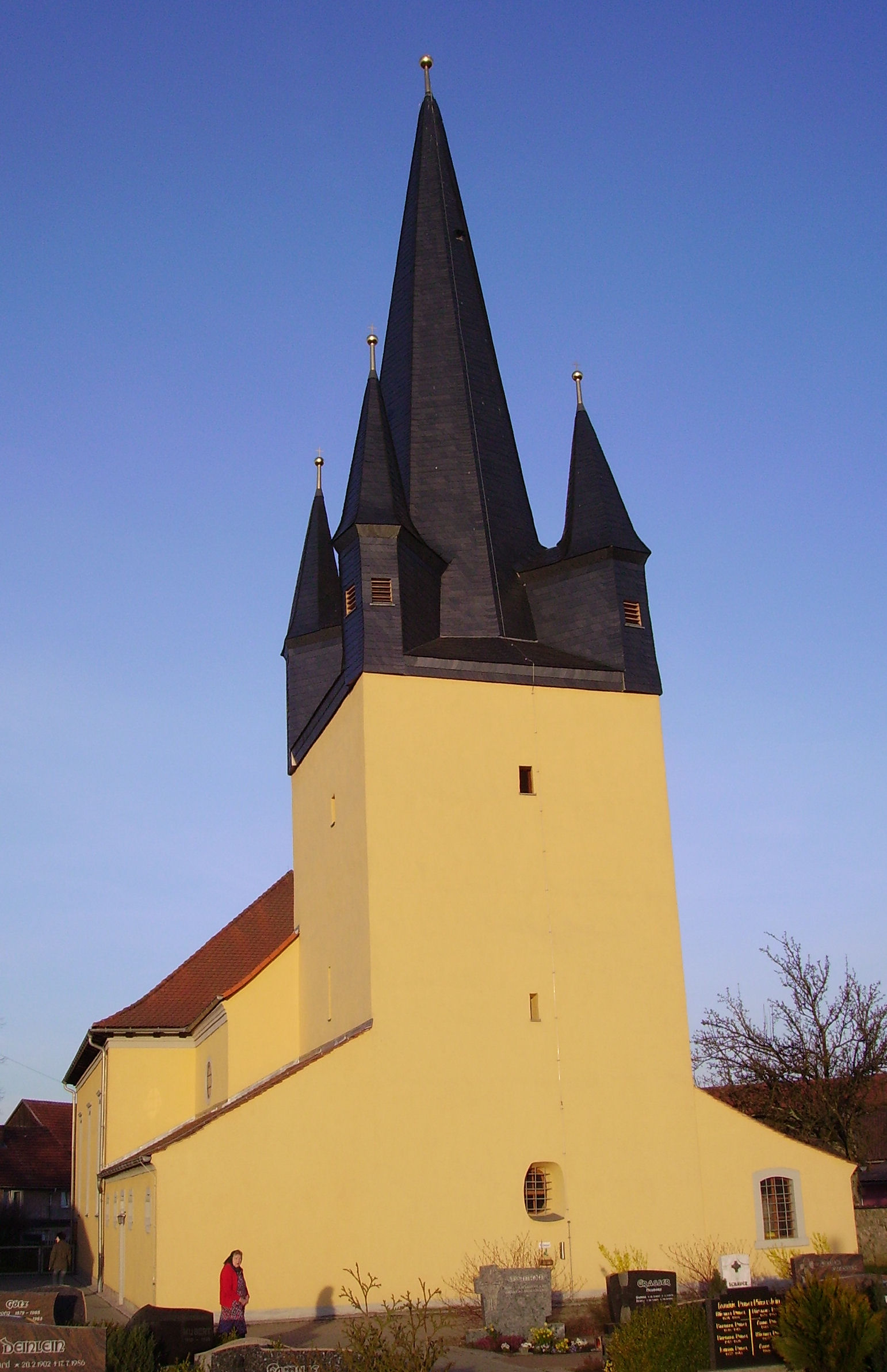
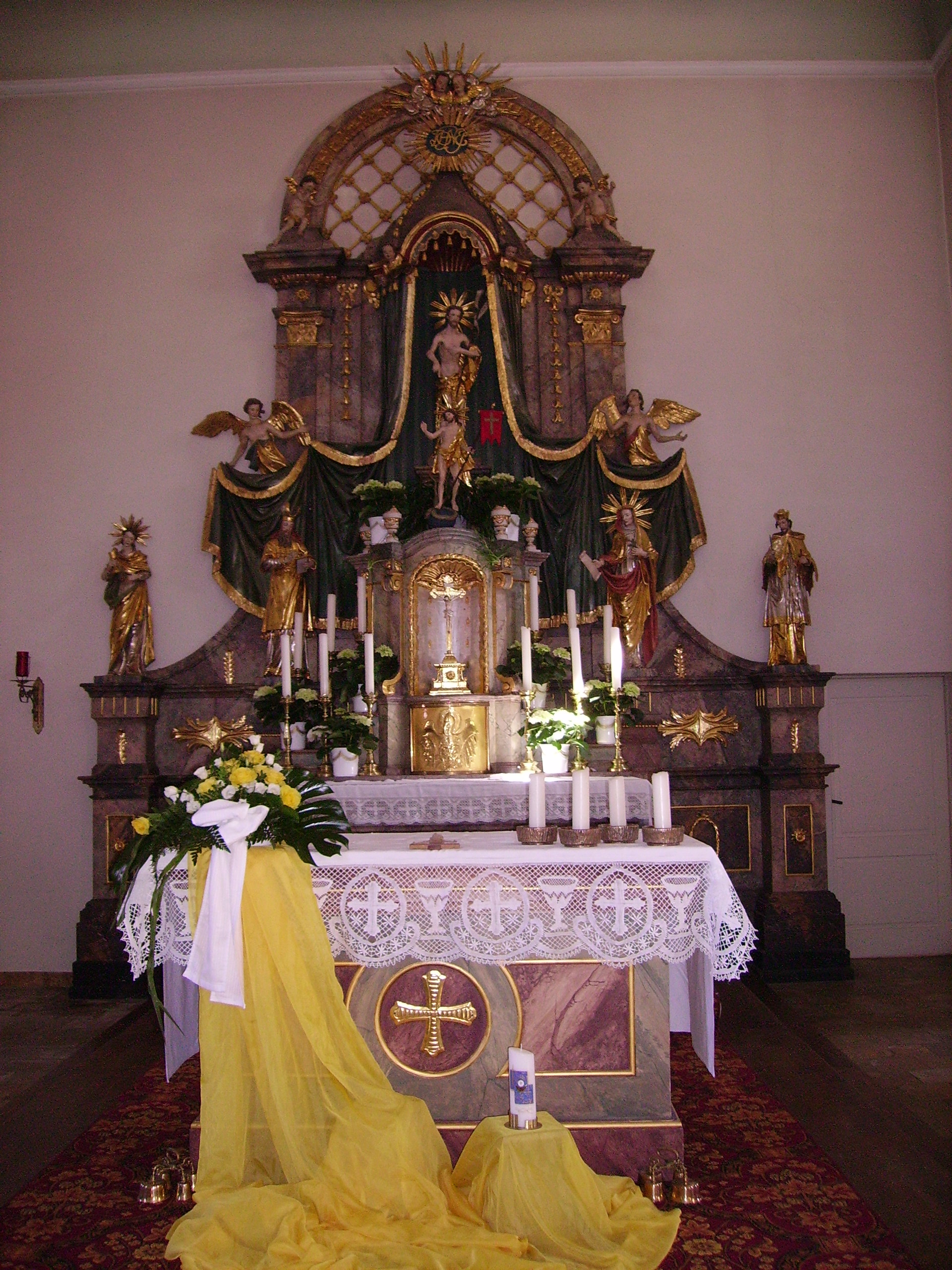

- Pfarrei: Ludwag

### Kübelstein: Kapelle Heilige Maria

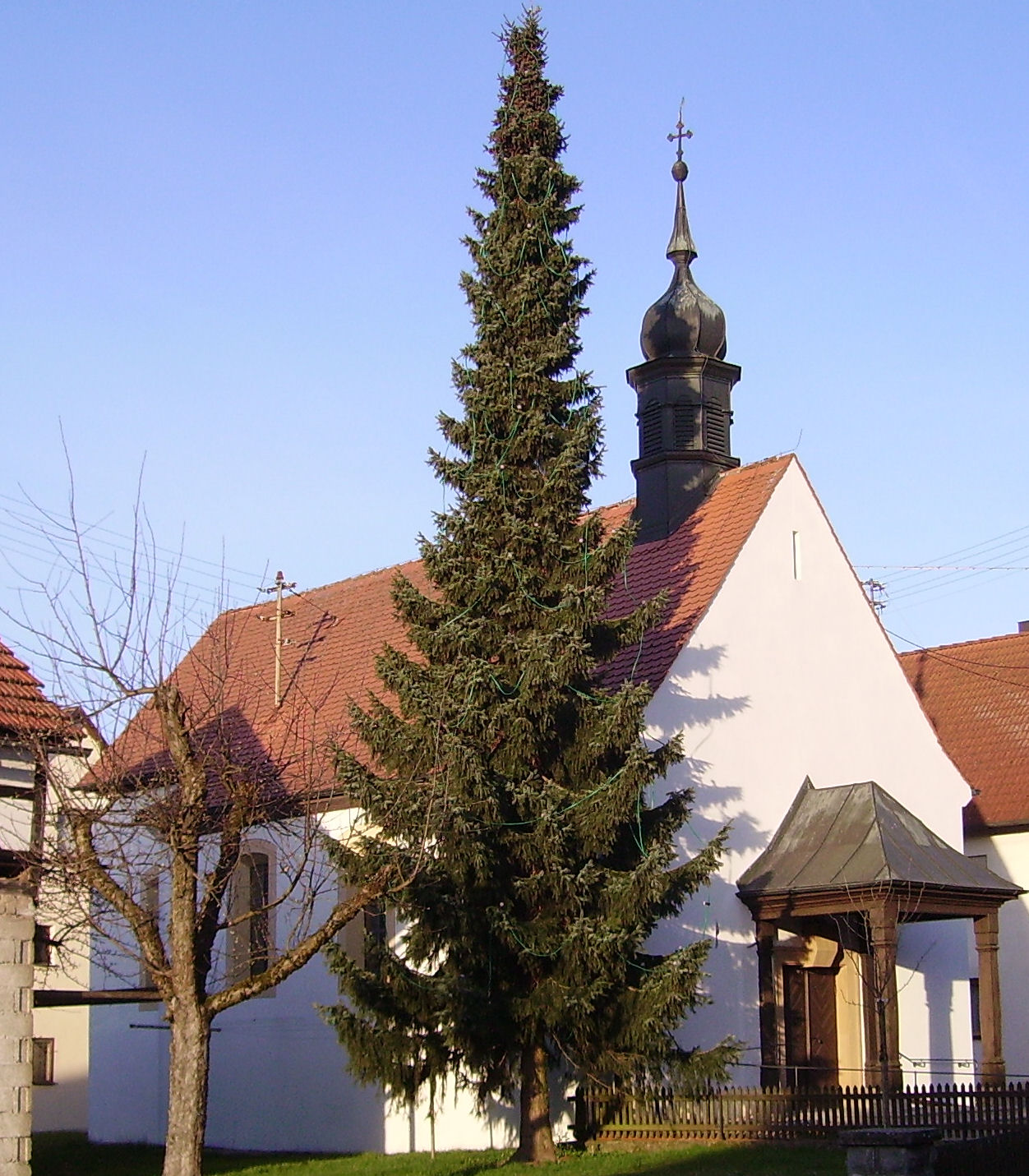

- Patrozinium: Maria
- Kirchweih: Sonntag vor Pfingsten
- Erbaut: 1949 bis 1951
- Pfarrei: Ludwag

### Neudorf: Kapelle der Heiligen Philomena

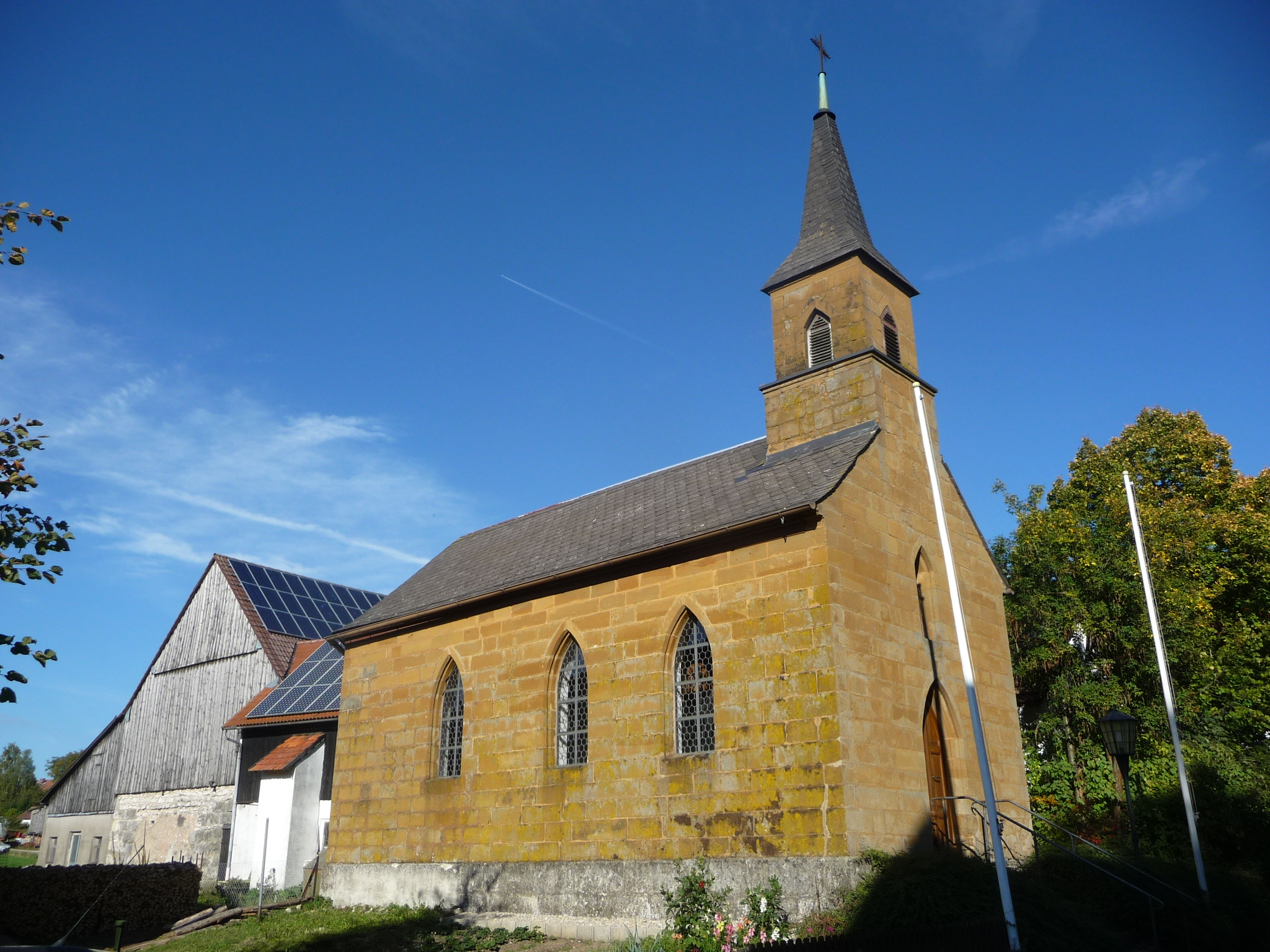
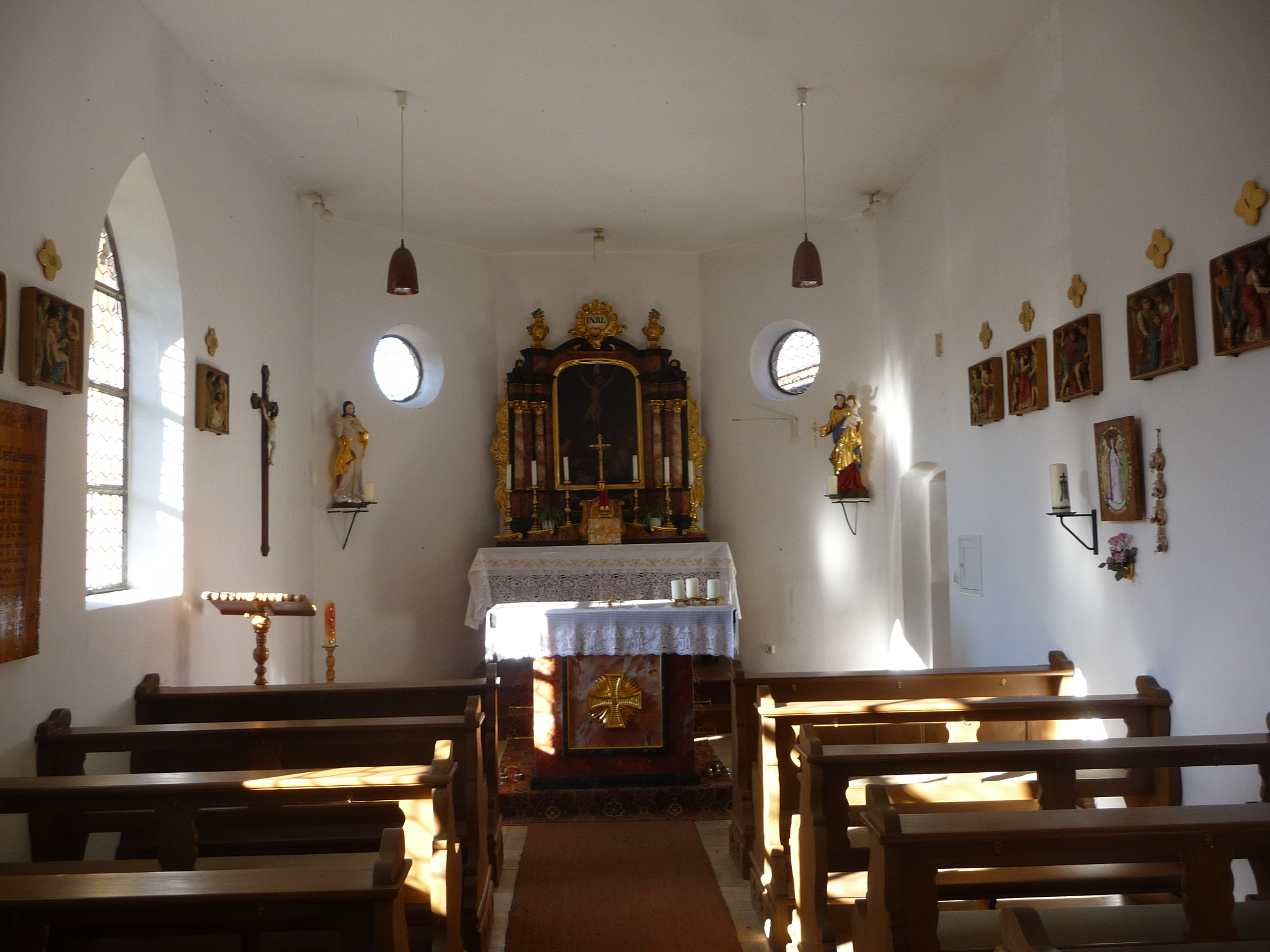

- Patronatsfest: 11. August
- Patrozinium: Philomena von Rom
- Kirchweih: 1. Sonntag im Juli
- Erbaut: 1891, 1933 erweitert
- Pfarrei: Ludwag

## Peulendorf: Pfarrkirche St. Sebastian
- Patronatsfest: 20. Januar (Sebastian)
- Patrozinium: Sebastian
- Kirchweih: 1. Sonntag im September
- Ewige Anbetung: 24. September
- Erbaut: 15. Jahrhundert, 1757 umgebaut
- Pfarrei: Peulendorf

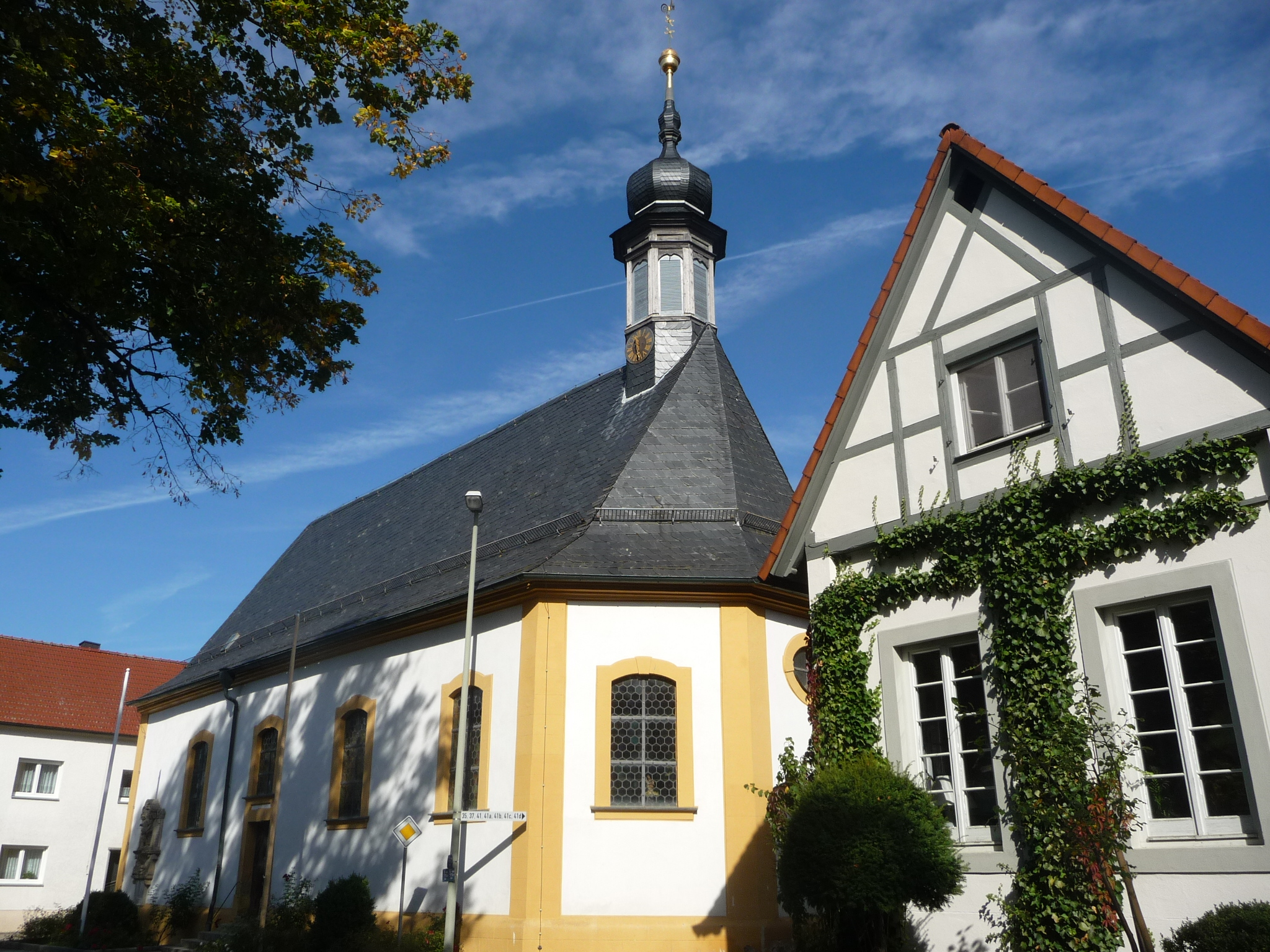
Pfarrkirche
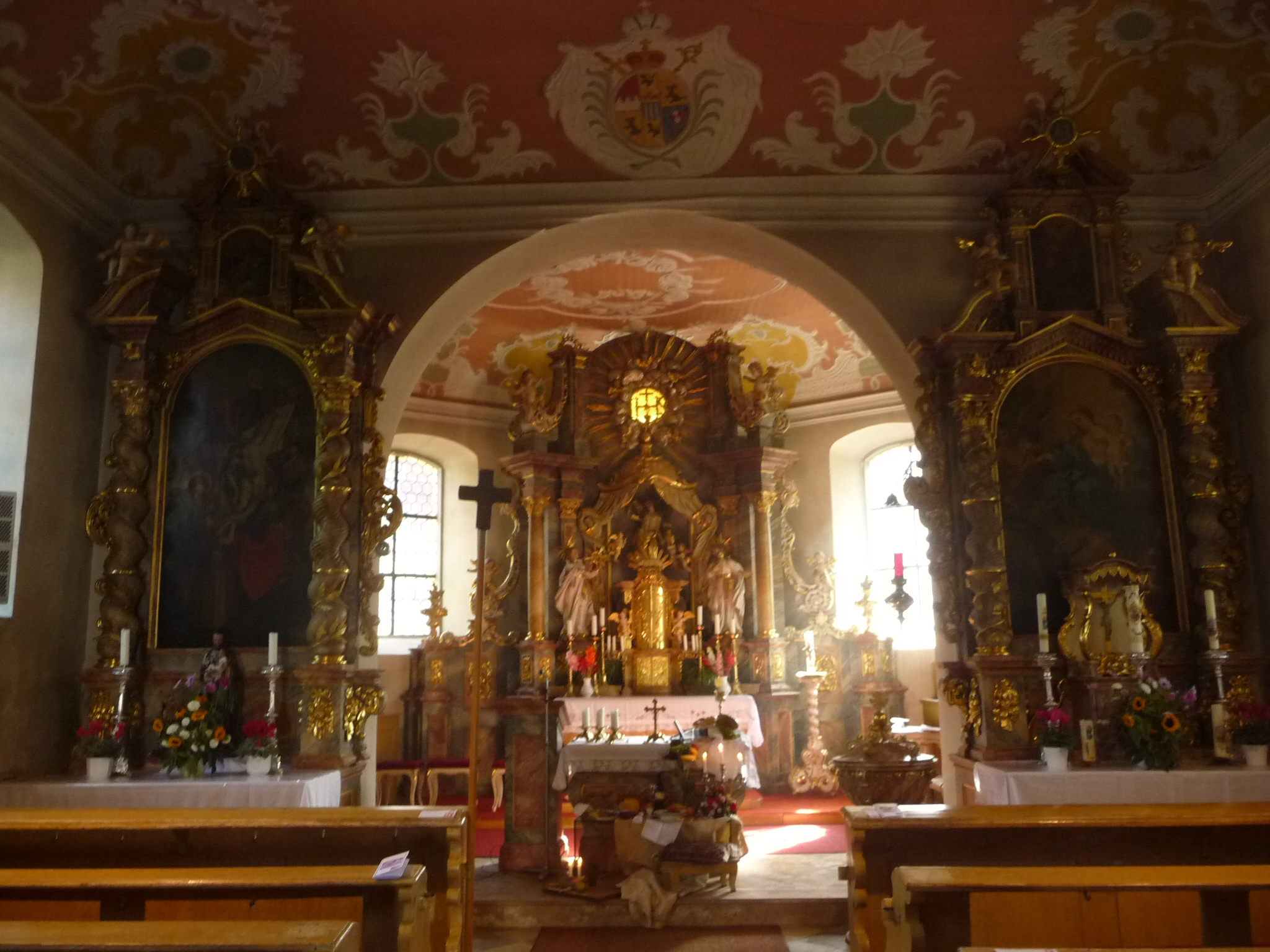
Pfarrkirche

## Scheßlitz:Pfarrkirche St. Kilian
- Patronatsfest: Sonntag um den 8. Juli (Kiliani)
- Patrozinium: Kilian
- Kirchweih: letzter Sonntag im August

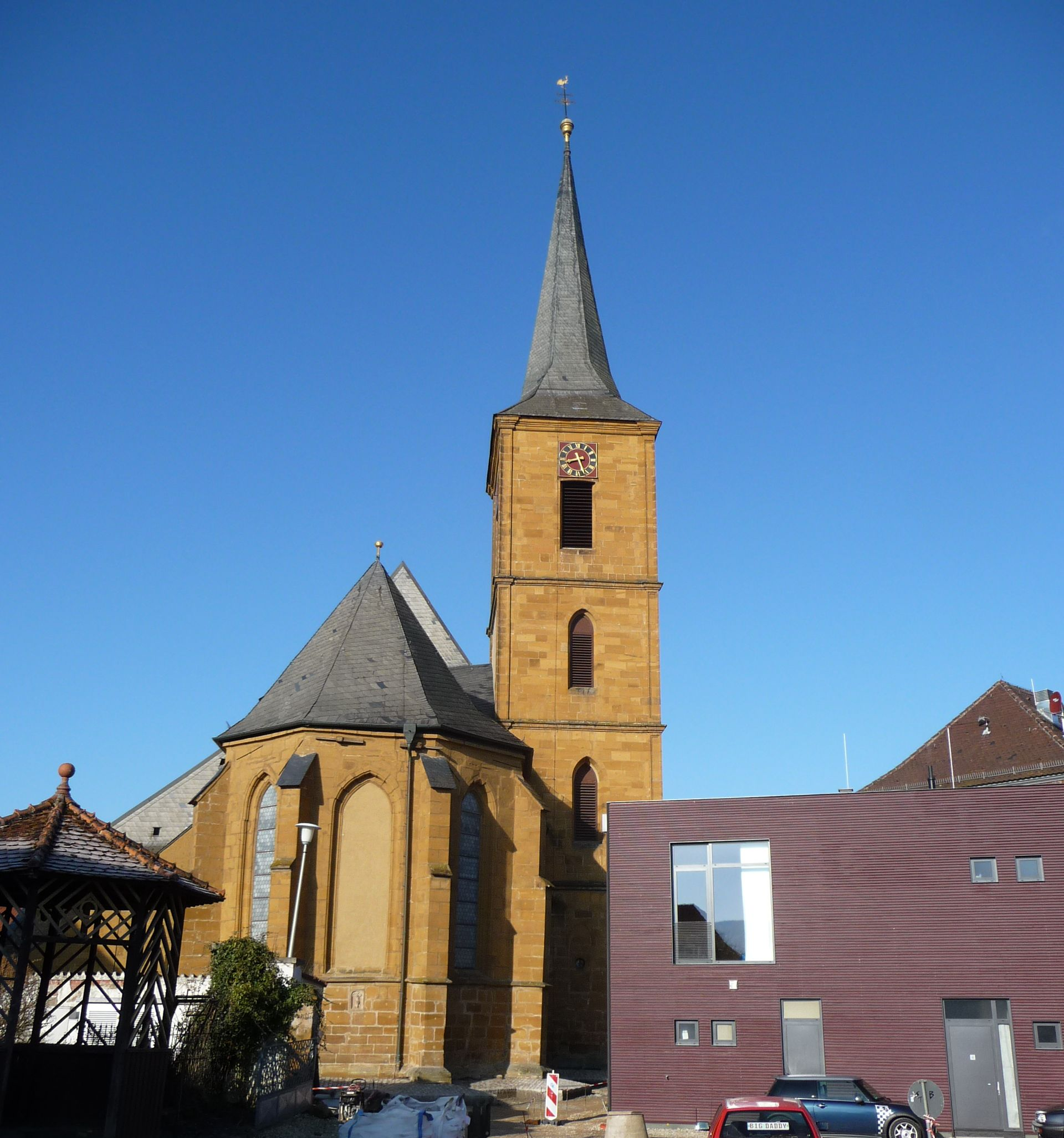
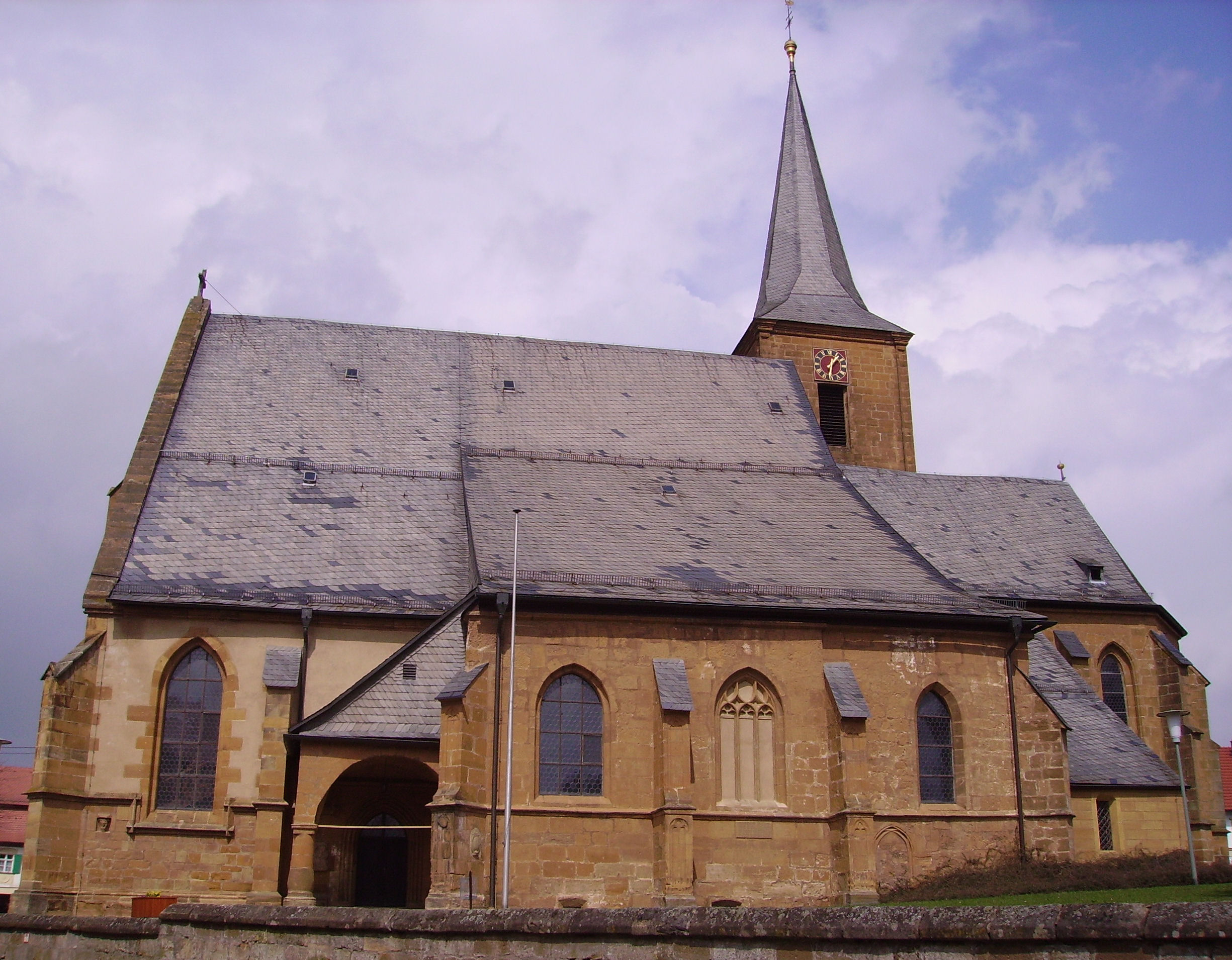
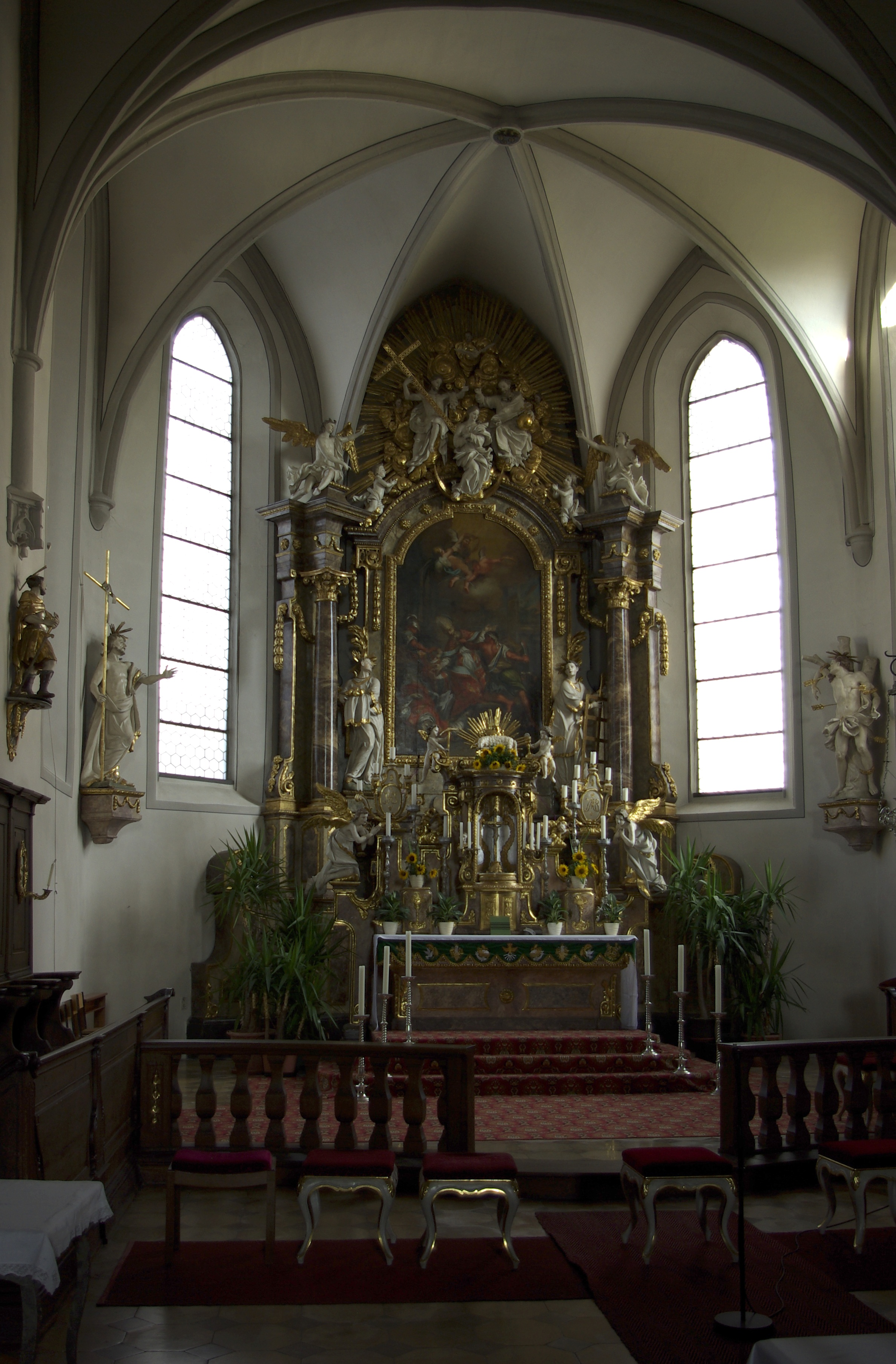

- Ewige Anbetung: 26. September
- Erbaut: um 1400
- Pfarrei: Scheßlitz

### Scheßlitz: Spitalkirche St. Elisabeth
- Patronatsfest: 19. November
- Patrozinium: Elisabeth von Thüringen

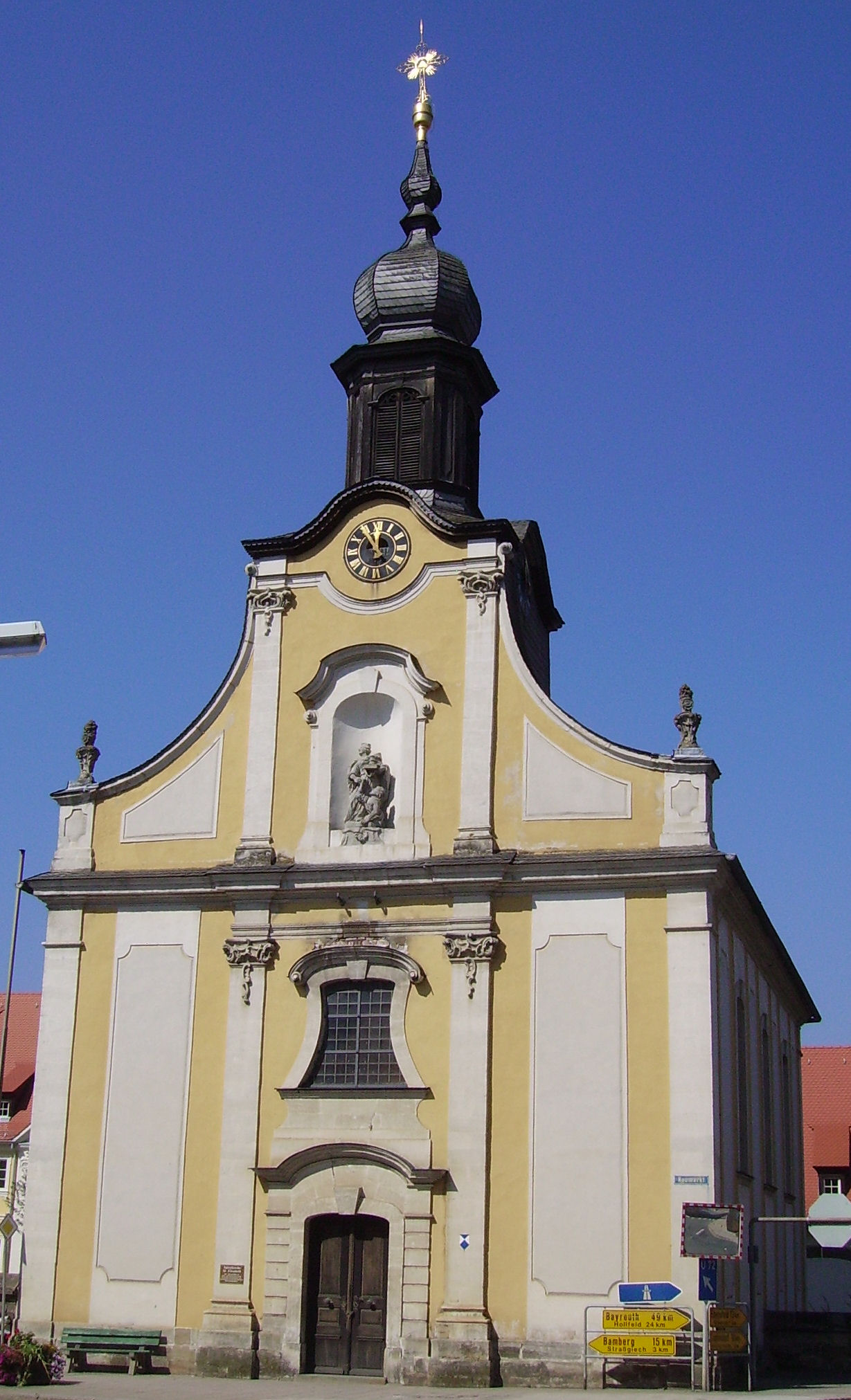
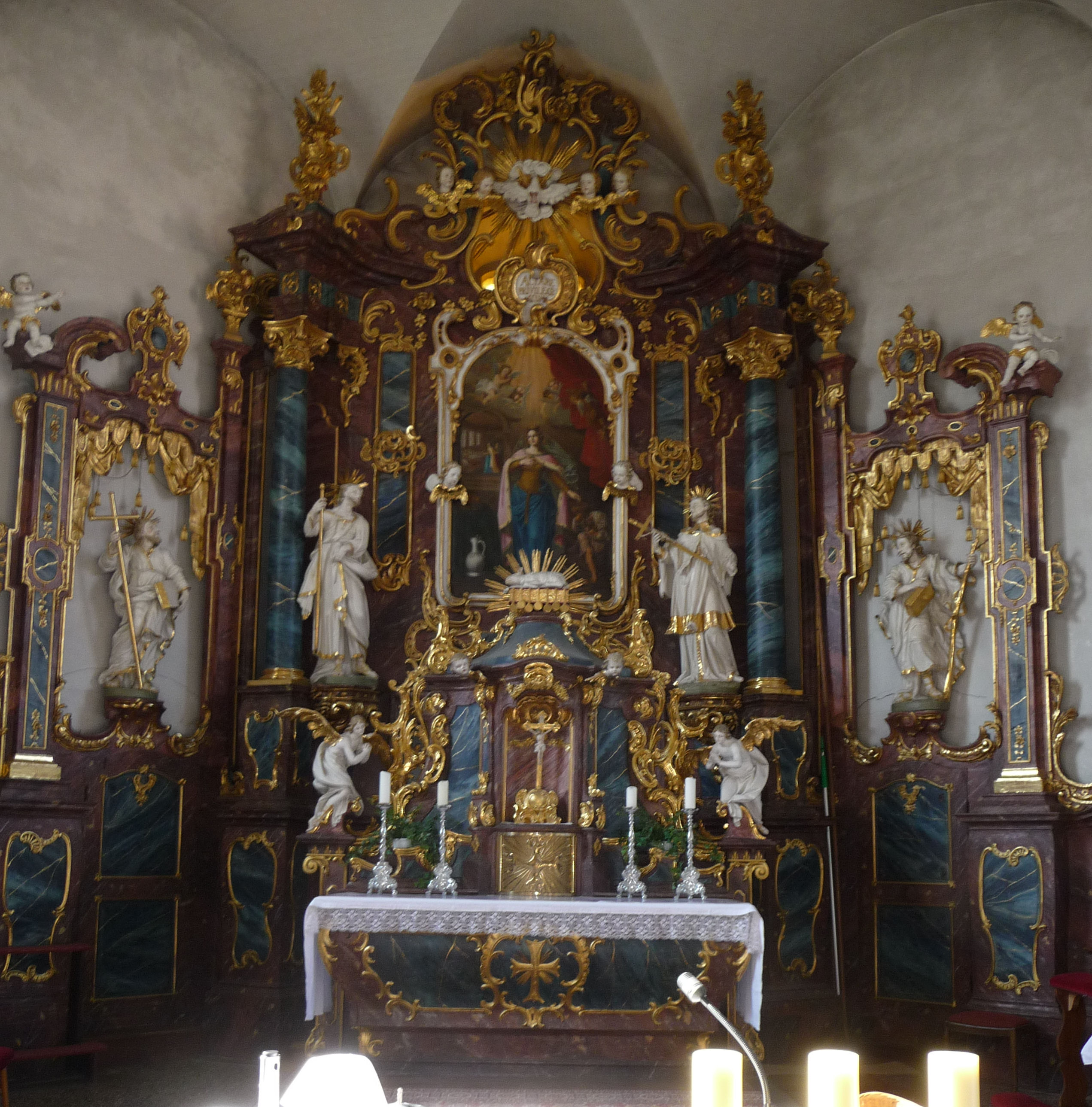

- Erbaut: 1766/67
- Pfarrei: Scheßlitz

### Scheßlitz: Hauskapelle St. Elisabeth im Elisabethen-Altenheim
- Patronatsfest: 19. November
- Patrozinium: Elisabeth von Thüringen
- Erbaut: 2003/04
- Pfarrei: Scheßlitz

### Scheßlitz: Kapelle Mater Dolorosa in der Juraklinik
- Patronatsfest: 15. September
- Patrozinium: Mater Dolorosa (Schmerzensreiche Mutter Maria)
- Erbaut: 1962
- Pfarrei: Scheßlitz

### Scheßlitz: Marienkapelle
- Patronatsfest: 2. Februar (Mariä Lichtmess)
- Patronatsfest: 25. März (Verkündigung des Herrn)
- Patronatsfest: 15. August (Maria Himmelfahrt)
- Patronatsfest: 8. Dezember (Maria Unbefleckte Empfängnis)

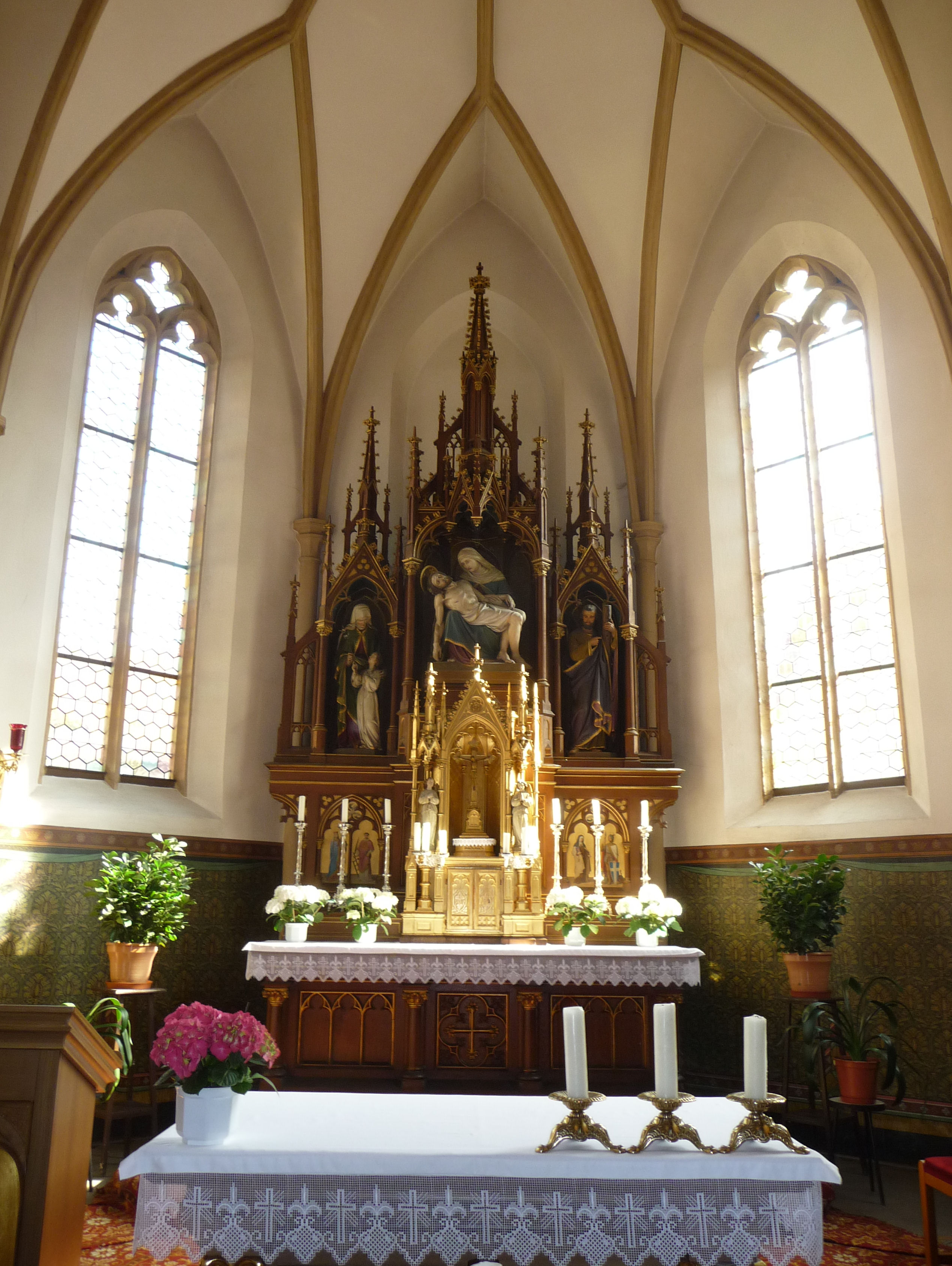

- Erbaut: 1884/85
- Pfarrei: Scheßlitz

### Burgellern: Kirche St. Magdalena und St. Katharina
- Patronatsfest: dritter Sonntag im Juli (Magdalena)
- Patronatsfest: Sonntag nach dem 25. November (Katharina)
- Patrozinium: St. Maria Magdalena und St. Katharina von Alexandrien
- Erbaut: 1716
- Pfarrei: Scheßlitz

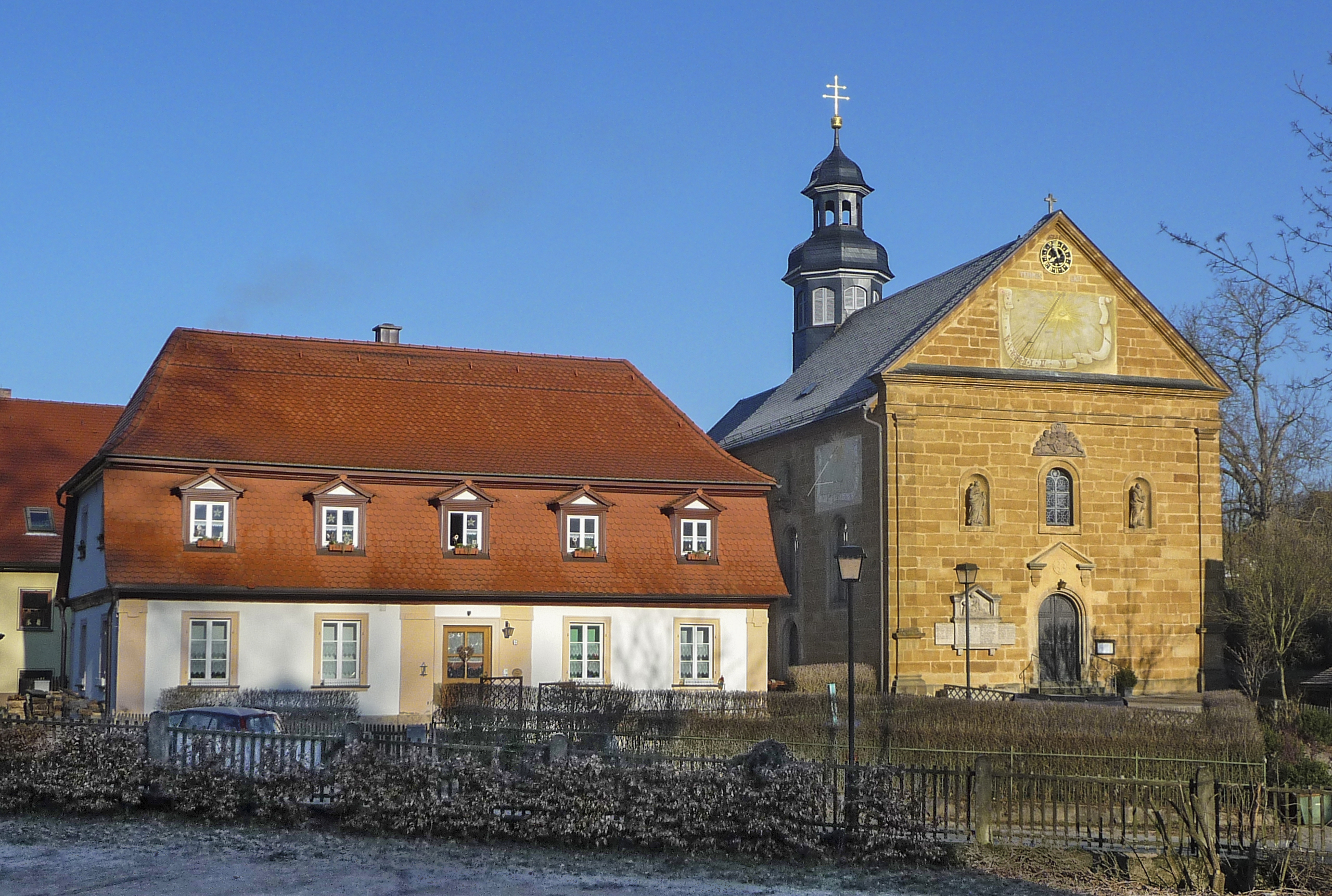
Katholische Kirche Sankt Magdalena und Katharina
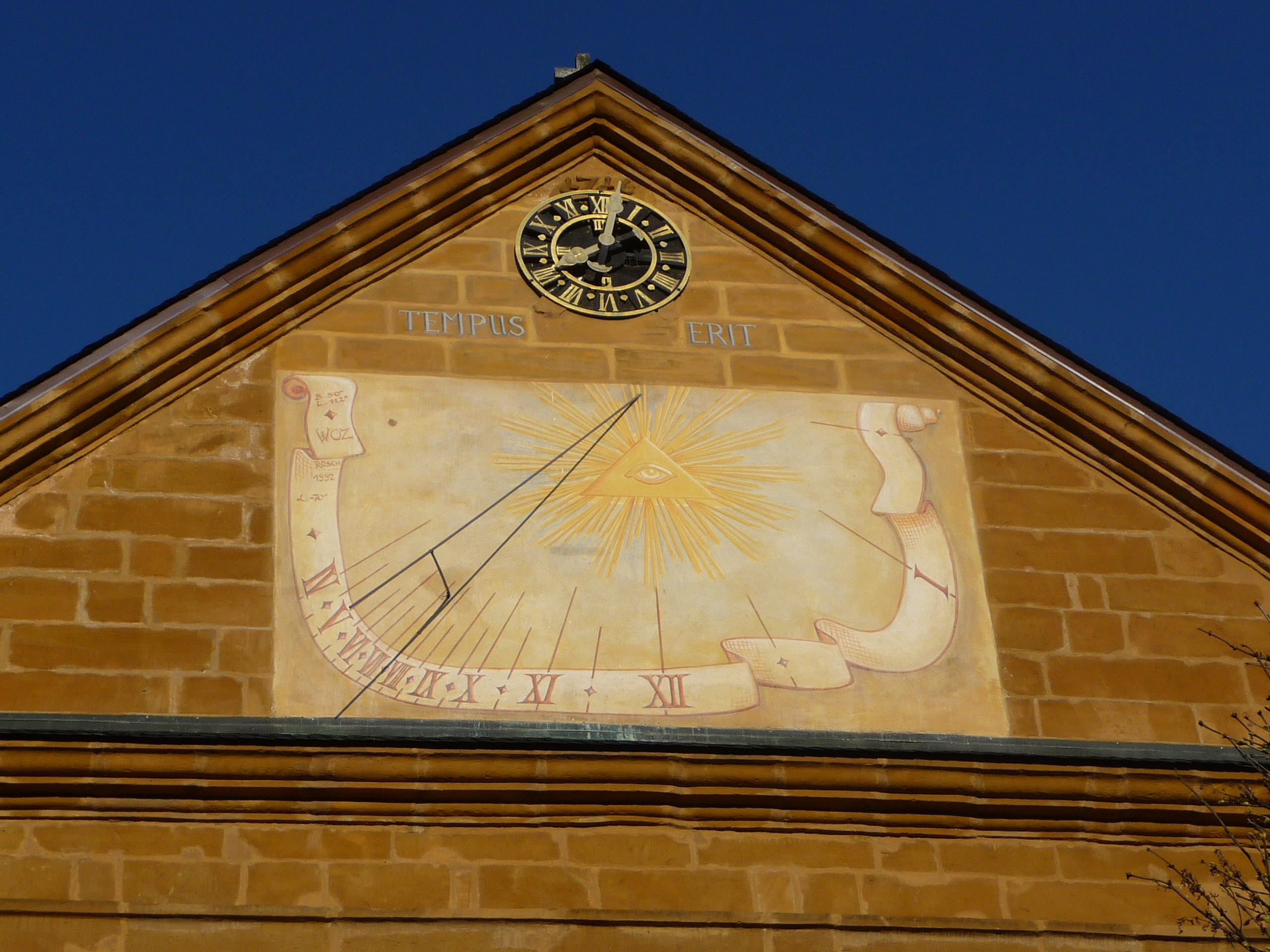
Tempus erit

- Magdalena-Katharinakirche in Burgellern

### Burglesau: Kapelle der Jungfrau Maria
- Patronatsfest: zweiter Sonntag im Oktober
- Patrozinium: Jungfrau Maria
- Kirchweih: zweiter Sonntag im Mai
- Erbaut: 1952 bis 1954
- Pfarrei: Scheßlitz
- Kapelle der Jungfrau Maria geweiht in Burglesau (Erzbistum Bamberg)

### Demmelsdorf: Kapelle St. Wendelin

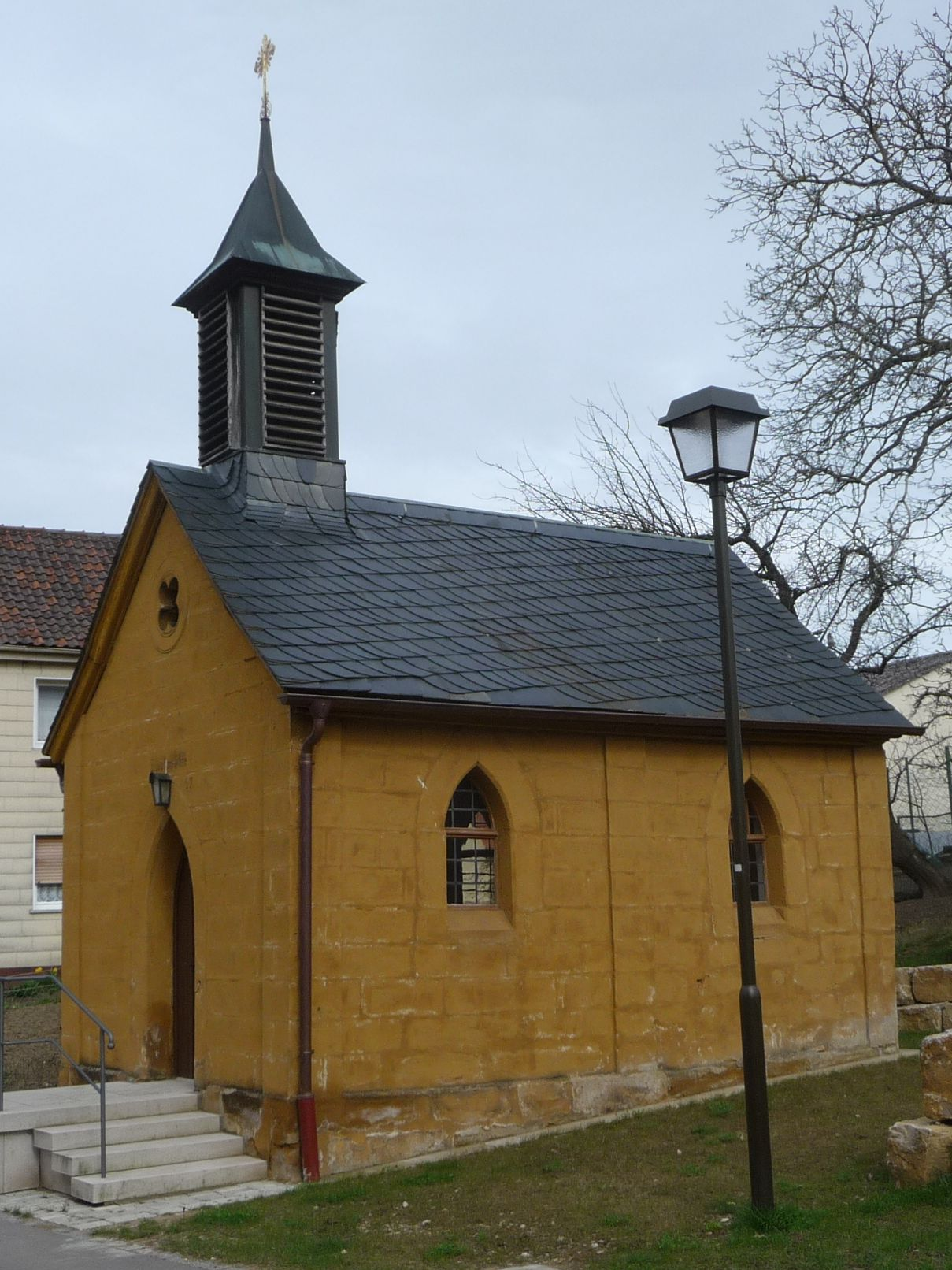

- Patronatsfest:
- Patrozinium: St. Wendelin
- Kirchweih:
- Erbaut: 1867
- Pfarrei: Scheßlitz

- St. Wendelin in Demmelsdorf (Erzbistum Bamberg)

### Ehrl: Kirche St. Patrona Bavariae
- Patronatsfest: erster Sonntag im Mai
- Patrozinium: Maria Patrona Bavariae / Beatae Mariae Virginis
- Kirchweih: letzter Sonntag im Kirchenjahr (meist 3. Sonntag im November)

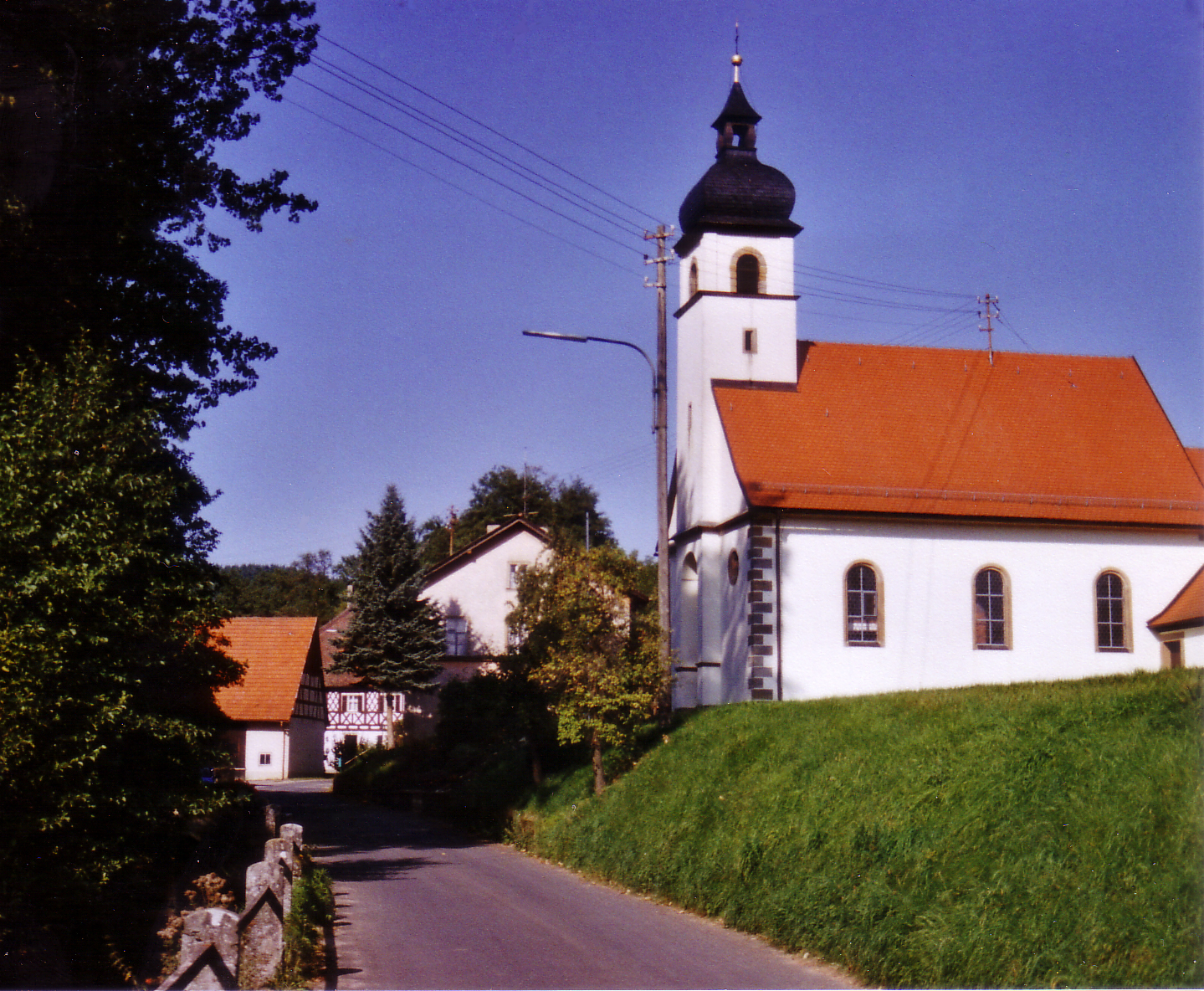

- Erbaut: 1922/23
- Pfarrei: Scheßlitz

- St. Patrona Bavarie in Ehrl (Erzbistum Bamberg)

### Leimershof: Dreifaltigkeitskapelle
- Patronatsfest: Sonntag nach Pfingsten (Dreifaltigkeitssonntag)
- Patrozinium: Dreifaltigkeit
- Kirchweih: Sonntag nach Pfingsten
- Erbaut: 2000 bis 2011
- Pfarrei: Scheßlitz

### Pausdorf: Kapelle Unbefleckte Empfängnis
- Patronatsfest: Sonntag um den 11. Februar
- Patrozinium: Unbefleckte Empfängnis (lat. immaculata conceptio)
- Kirchweih: dritter Sonntag im Oktober

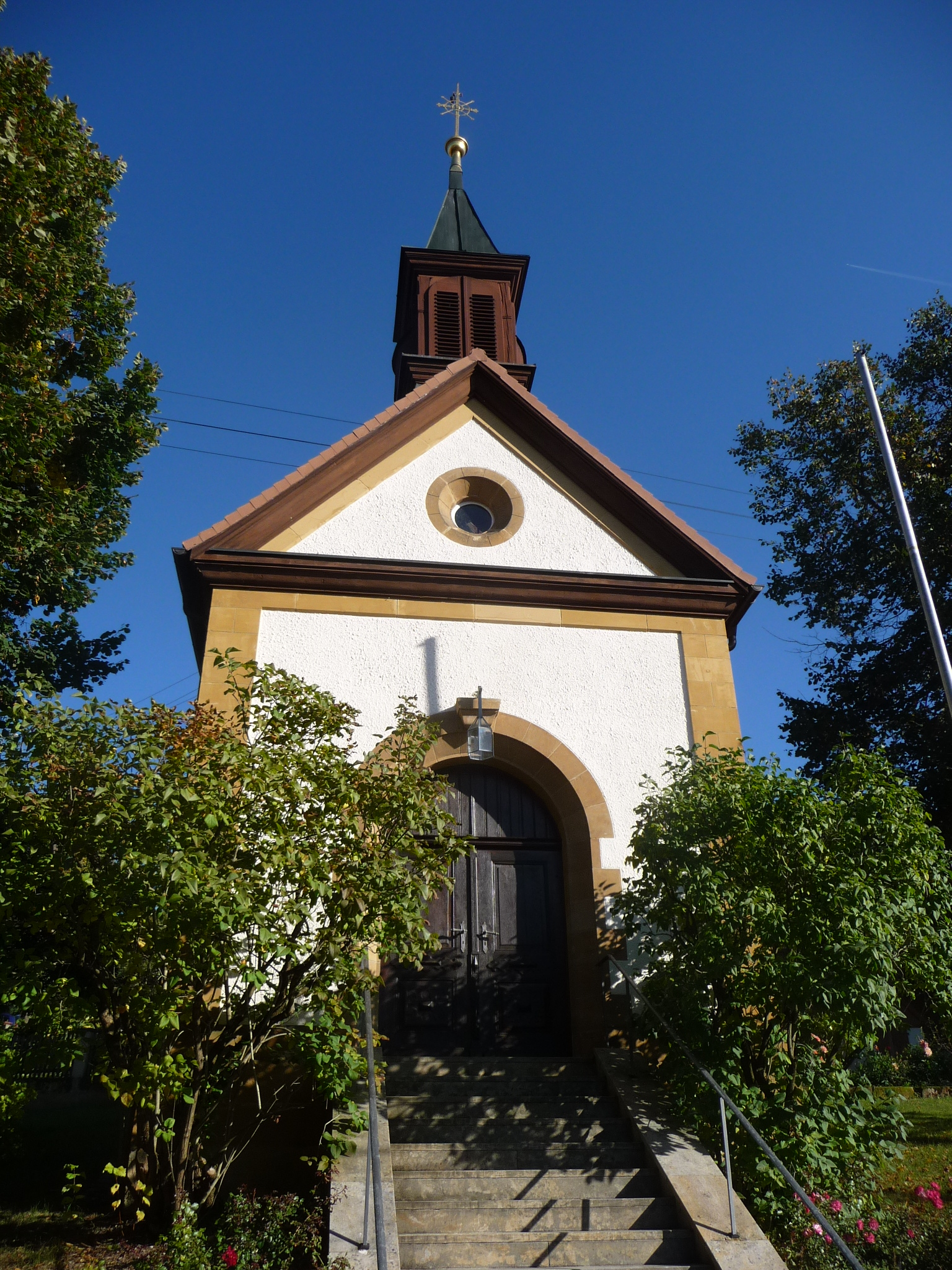
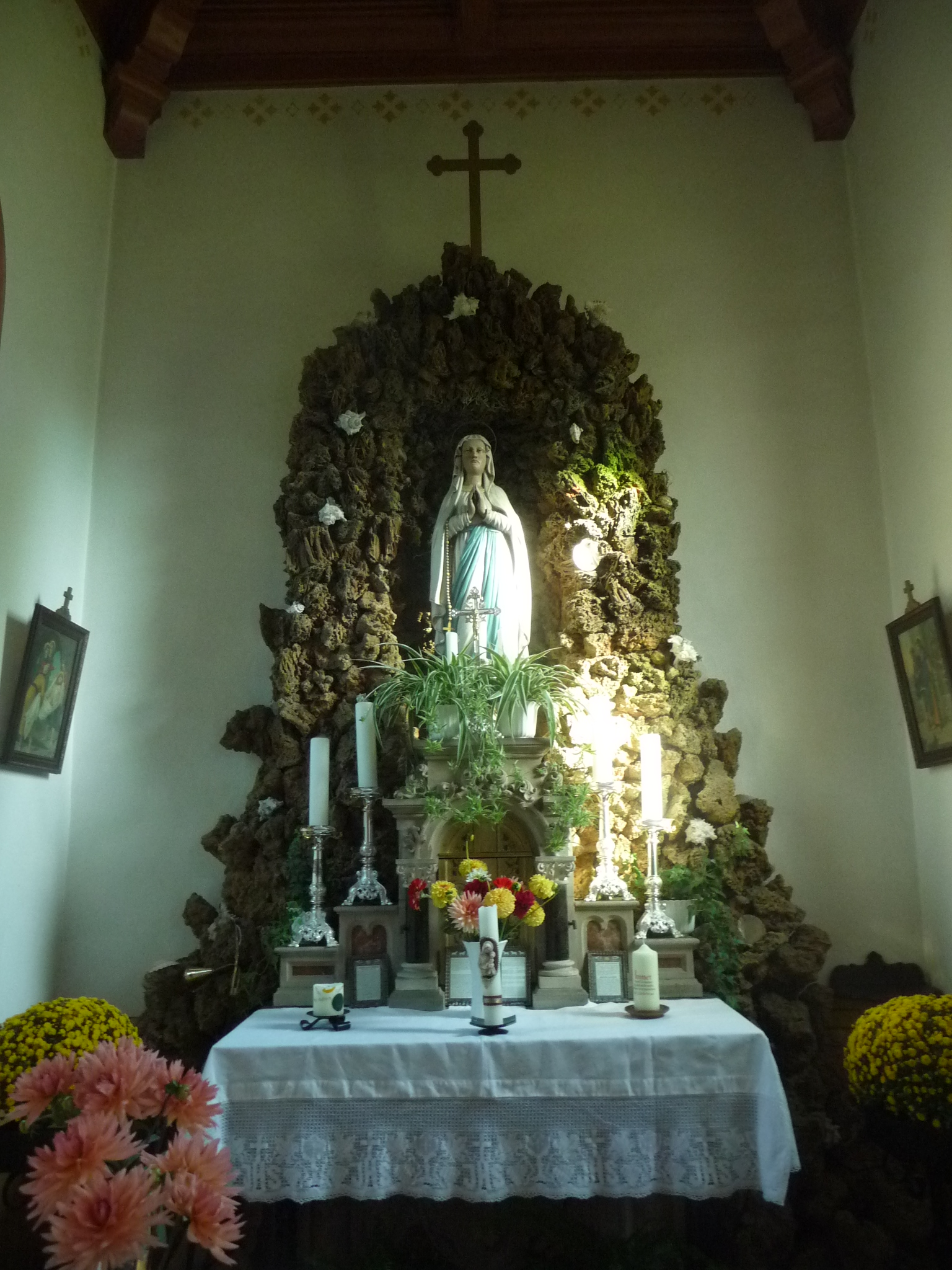

- Erbaut: 1902/03
- Pfarrei: Scheßlitz

### Roschlaub: Kapelle St. Michael
- Patronatsfest: letzter Sonntag im September
- Patrozinium:St. Michael
- Kirchweih: letzter Sonntag im September

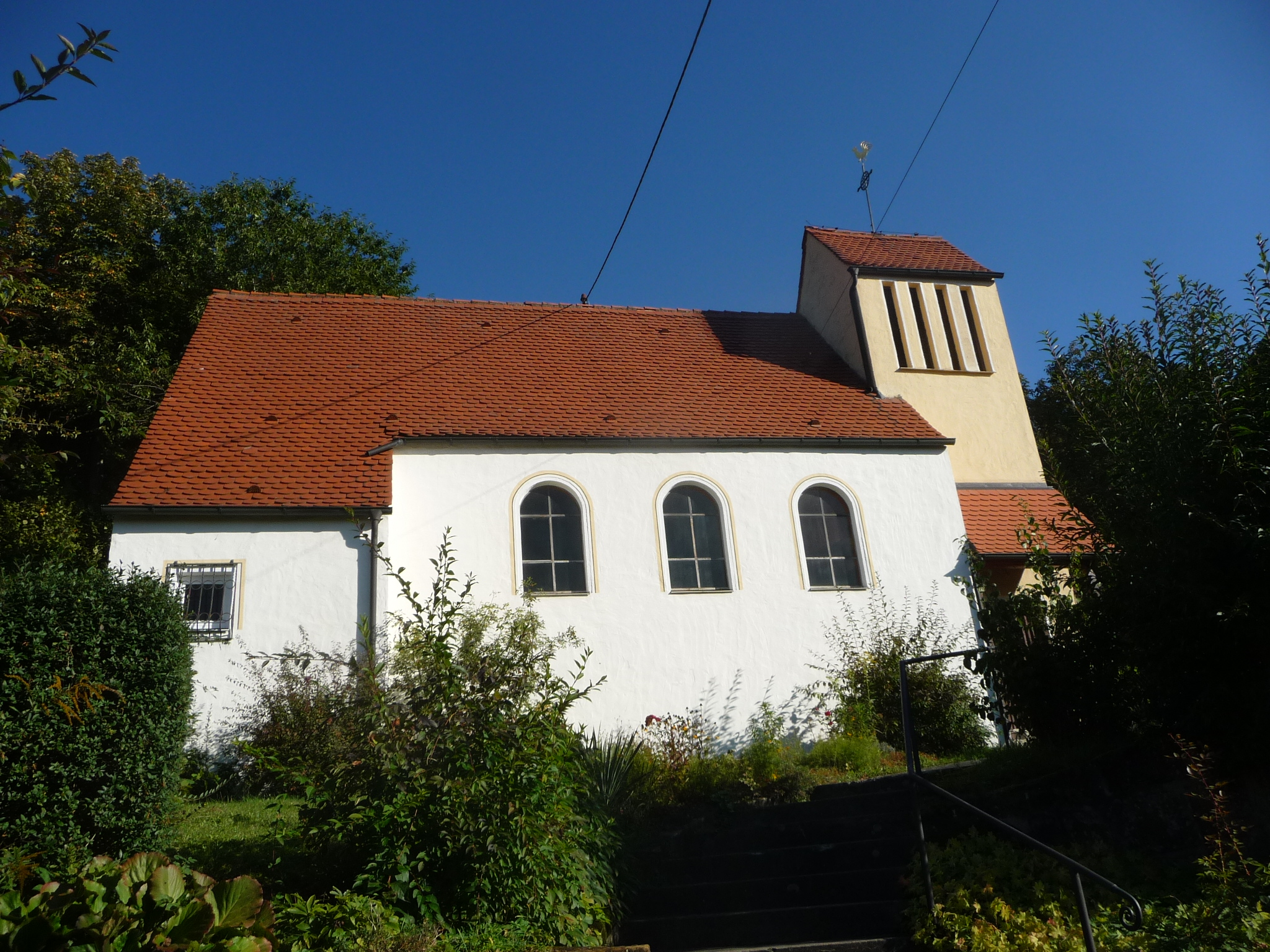
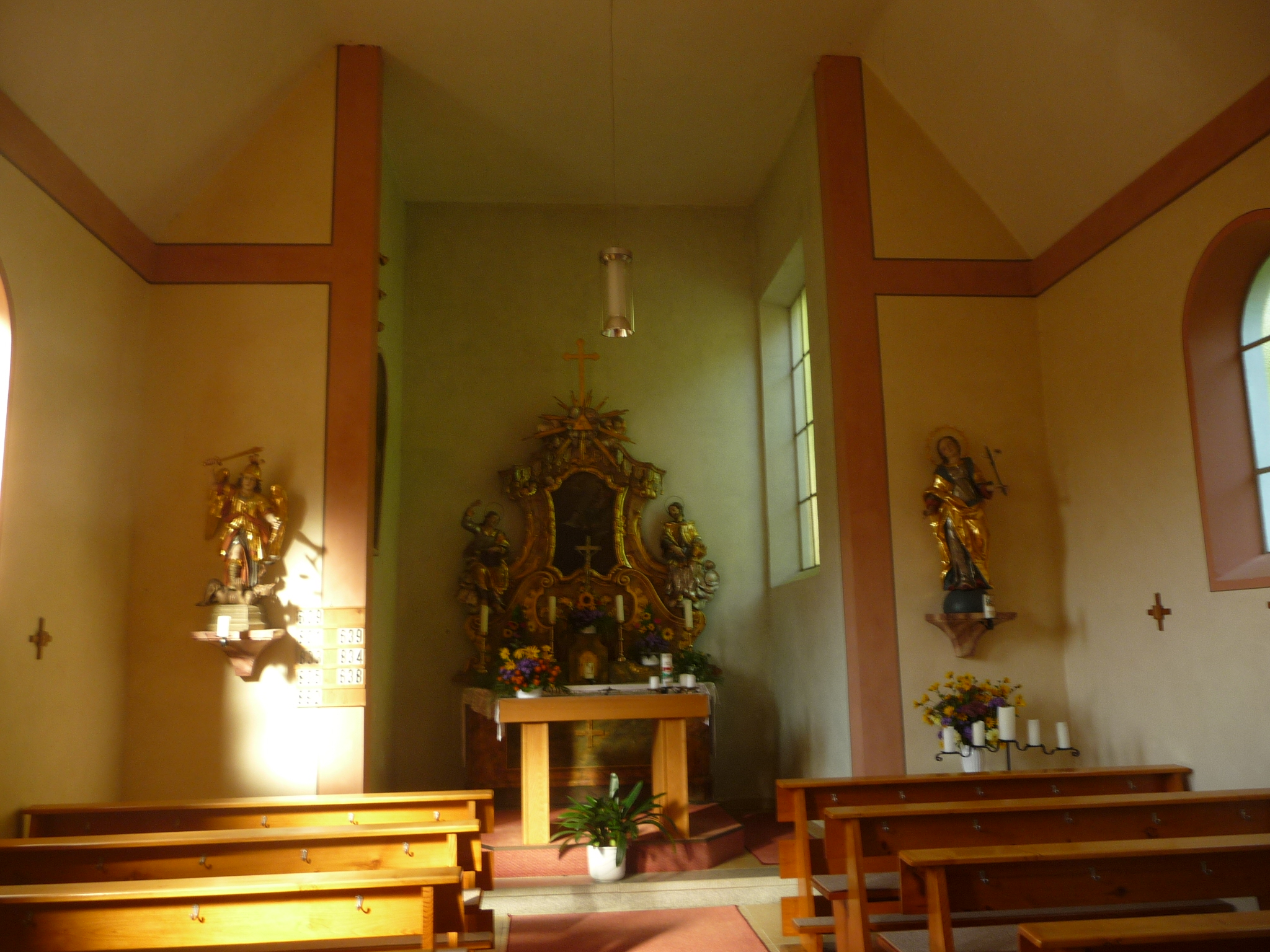

- Erbaut: 1956 bis 1958
- Pfarrei: Scheßlitz

### Schlappenreuth: Kapelle zum Heiligen Herzen Jesu
- Patronatsfest: Samstag nach Fronleichnam
- Patrozinium: Heiligstes Herz Jesu
- Kirchweih: Sonntag um den 23. November

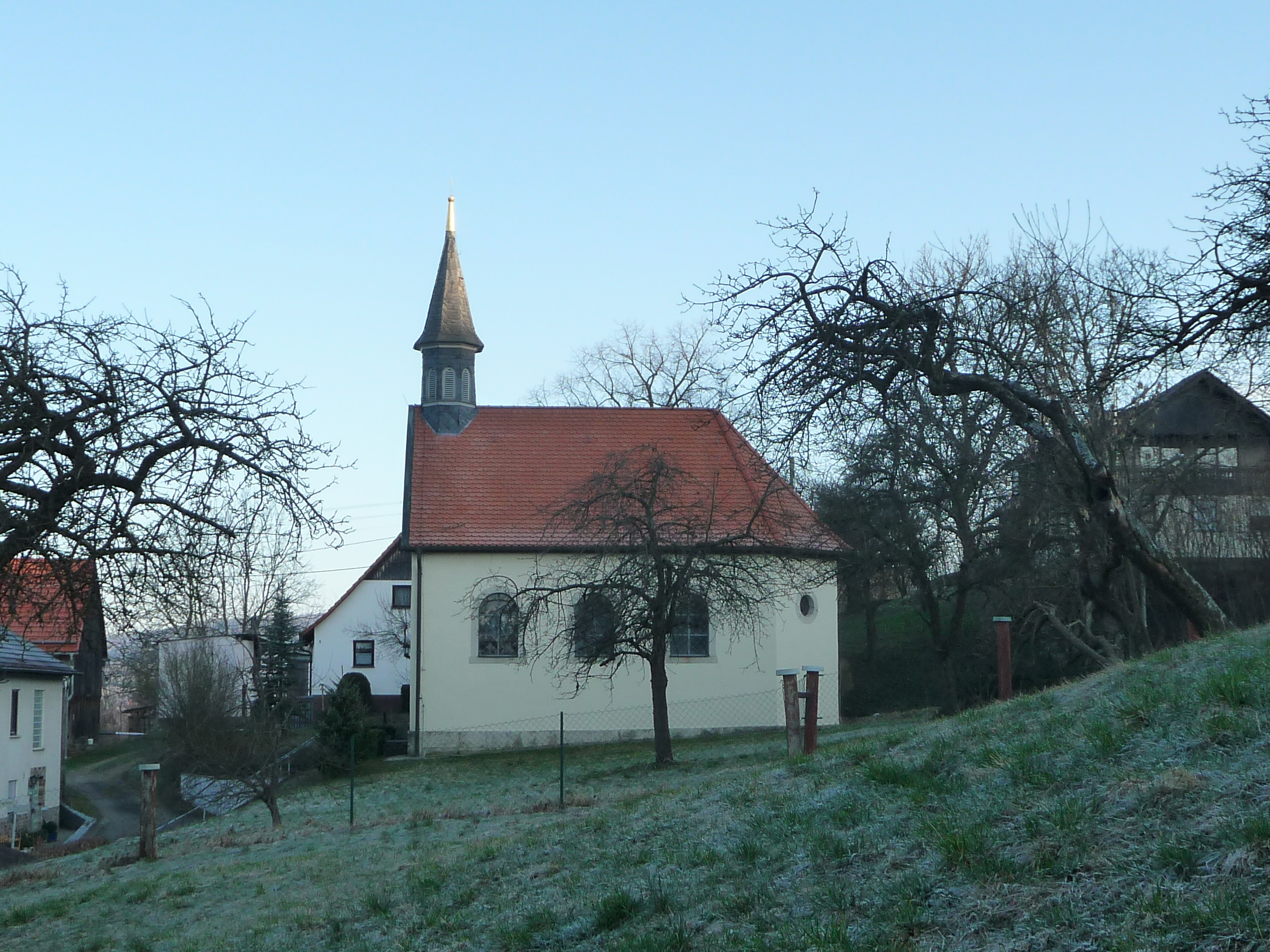

- Erbaut: 1923
- Pfarrei: Scheßlitz

- Kapelle zum Hl. Herzen Jesu in Schlappenreuth (Erzbistum Bamberg)

### Schweisdorf: Kirche St. Johannes
- Patronatsfest: 24. Juni (Johanni)
- Patrozinium: Johannes der Täufer
- Kirchweih: Sonntag vor Johanni
- Erbaut: 1754 in Johanneshof, 1862 bis 1867 Neubau in Schweisdorf

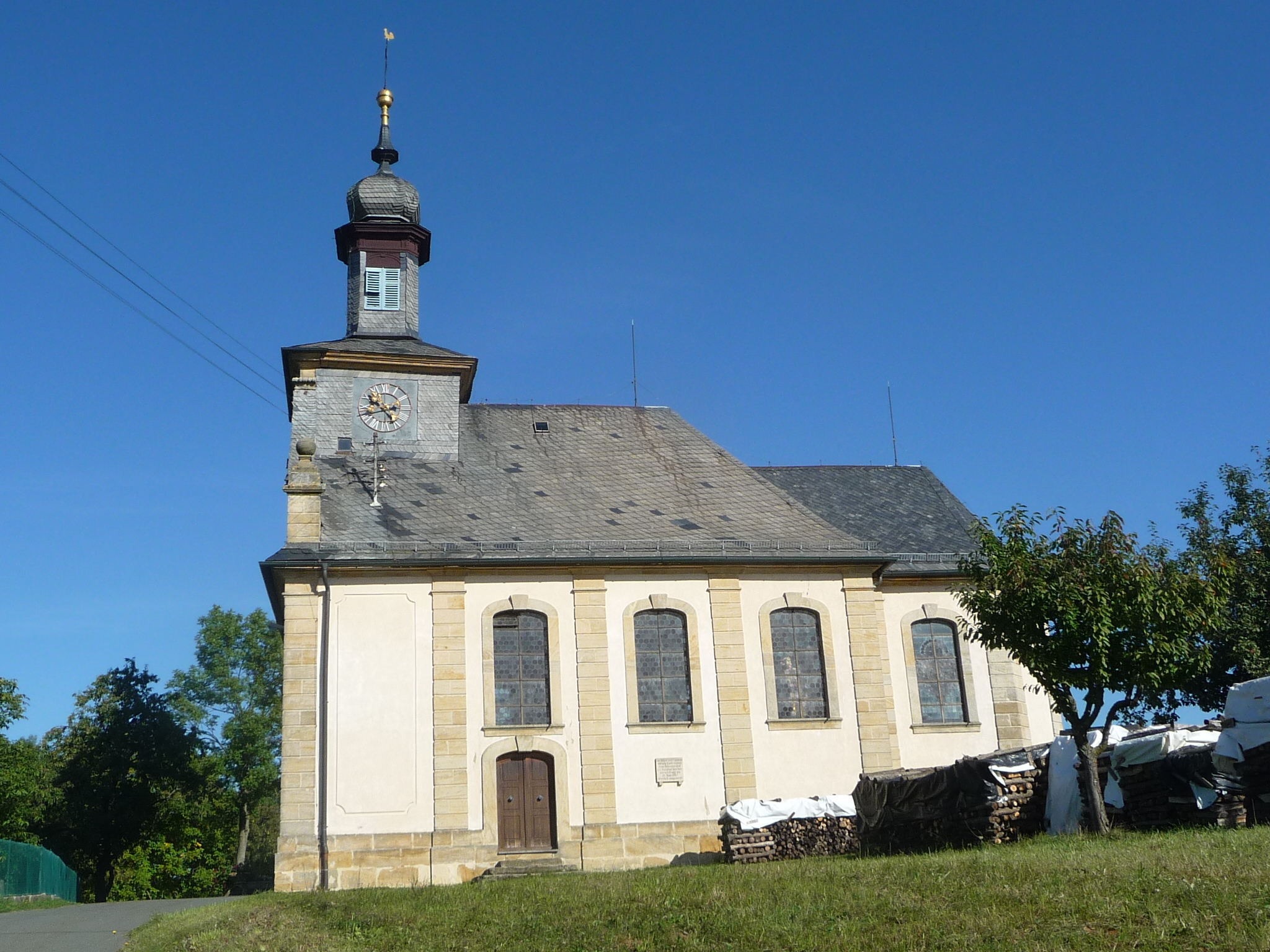

- Pfarrei: Scheßlitz

- St. Johanneskirche in Schweisdorf

### Windischletten: Kirche zur Heiligen Familie
- Patronatsfest: 1. Sonntag im Januar

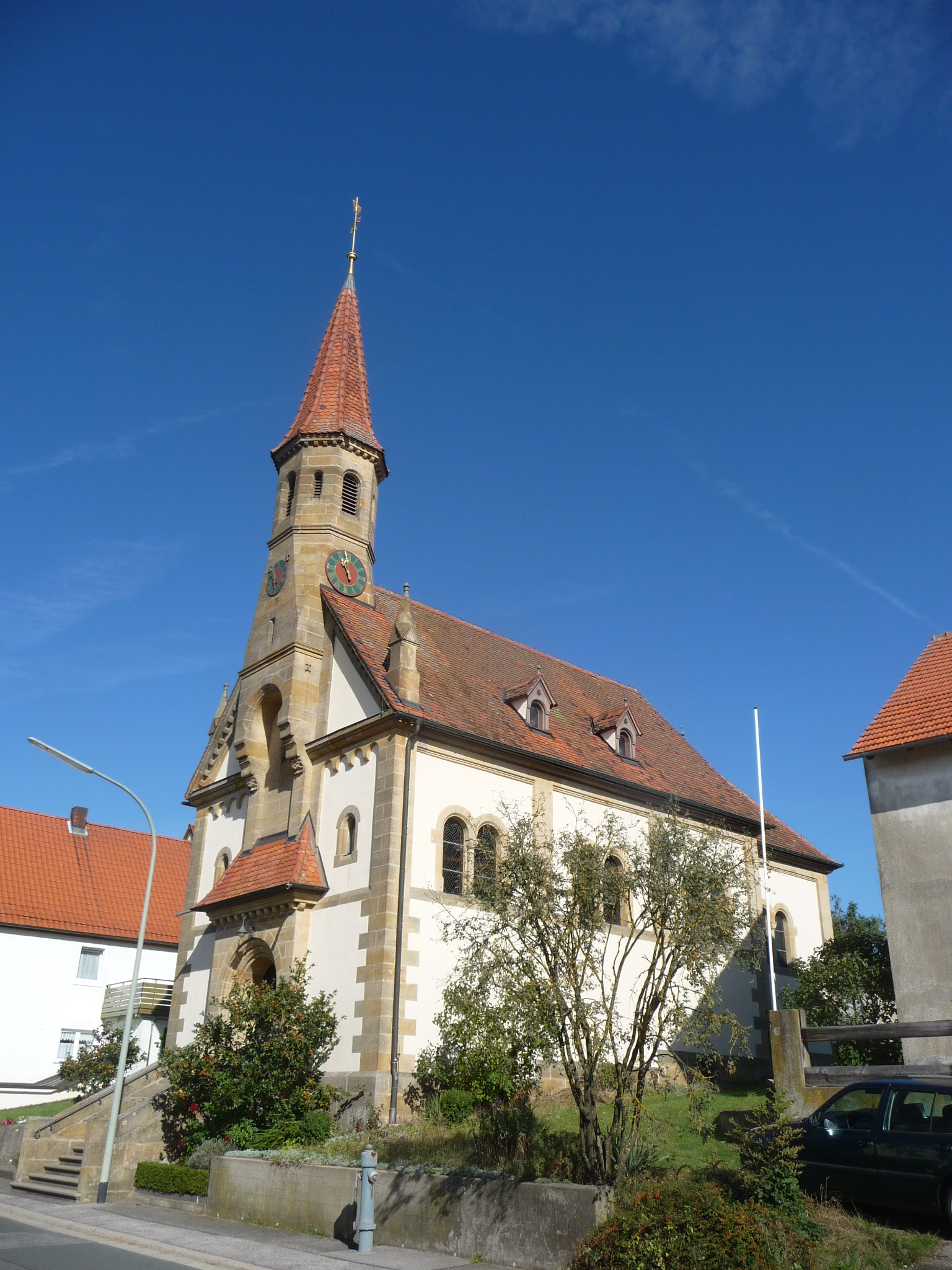

- Patrozinium: Heilige Familie
- Kirchweih: 2. Sonntag im Juni
- Erbaut: 1900/01
- Pfarrei: Scheßlitz

- Kirche zu Ehren der Hl. Familie in Windischletten (Erzbistum Bamberg)

### Würgau: Kirche St. Andreas

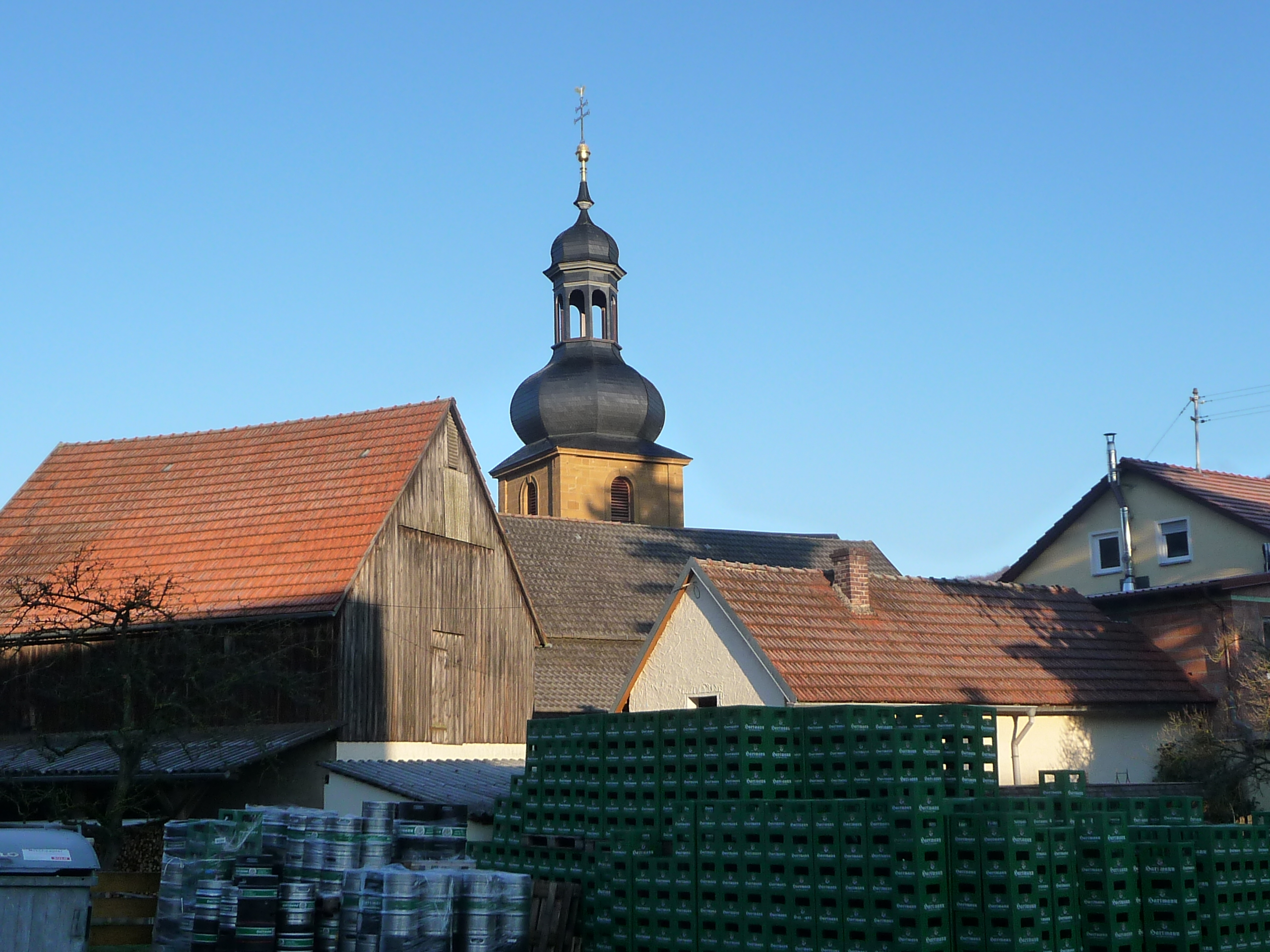
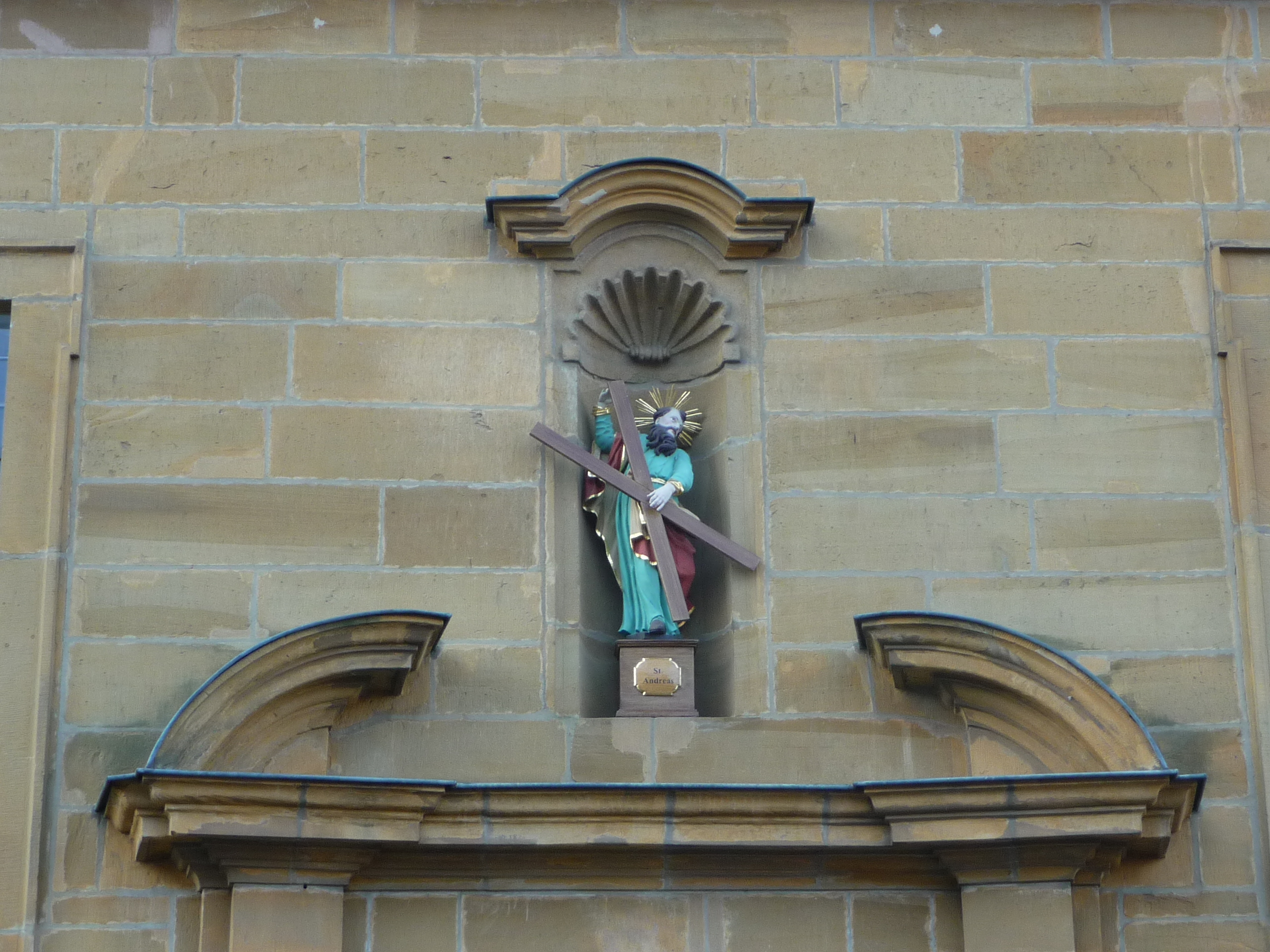

- Patronatsfest: 30. November
- Patrozinium: St. Andreas
- Kirchweih: 3. Sonntag im Juli
- Erbaut: 1733
- Pfarrei: Scheßlitz

### Zeckendorf:GügelkircheSt. Pankratius
- Patronatsfest: Sonntag um den 12. Mai
- Patrozinium: St. Pankratius
- Kirchweih: dritter Sonntag im Oktober

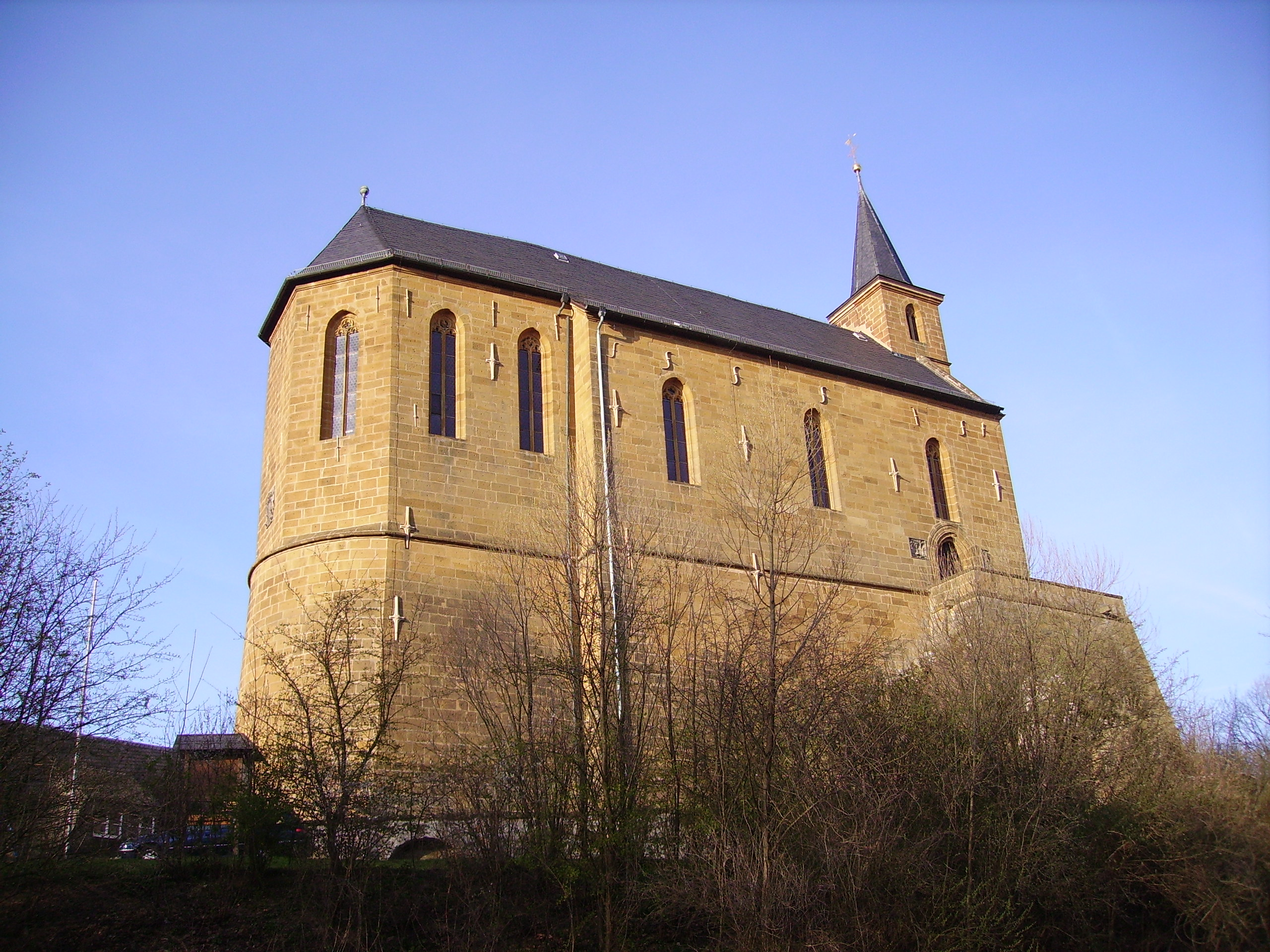
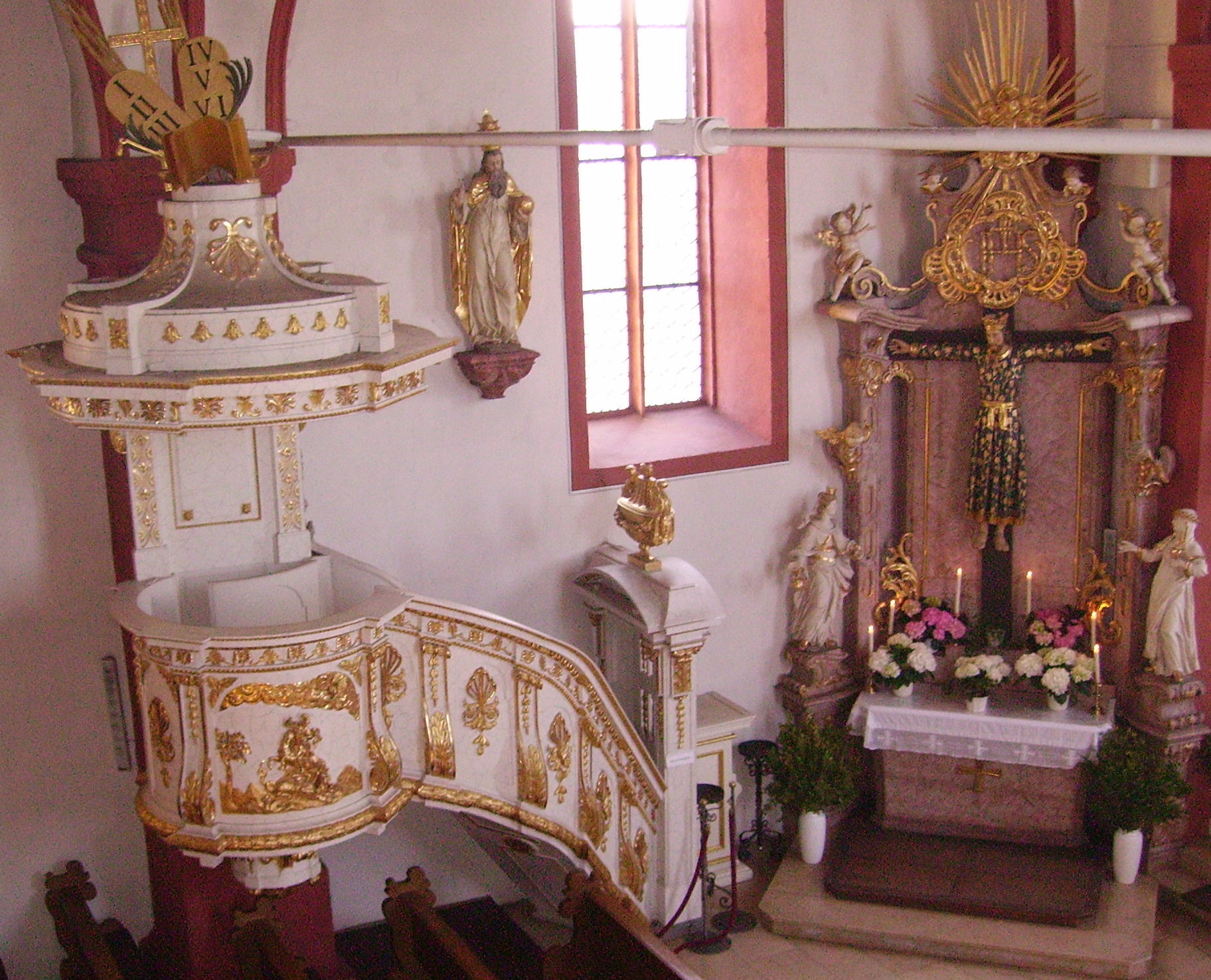

- Erbaut: 1610 bis 1618
- Pfarrei: Scheßlitz

- Gügelkirche St. Pankratius bei Zeckendorf

## Weichenwasserlos: Pfarrkirche St. Martin
- Patronatsfest: Wochenende um den 11. November (Martinstag)
- Patrozinium: St. Martin von Tours
- Kirchweih: Fronleichnamswochenende

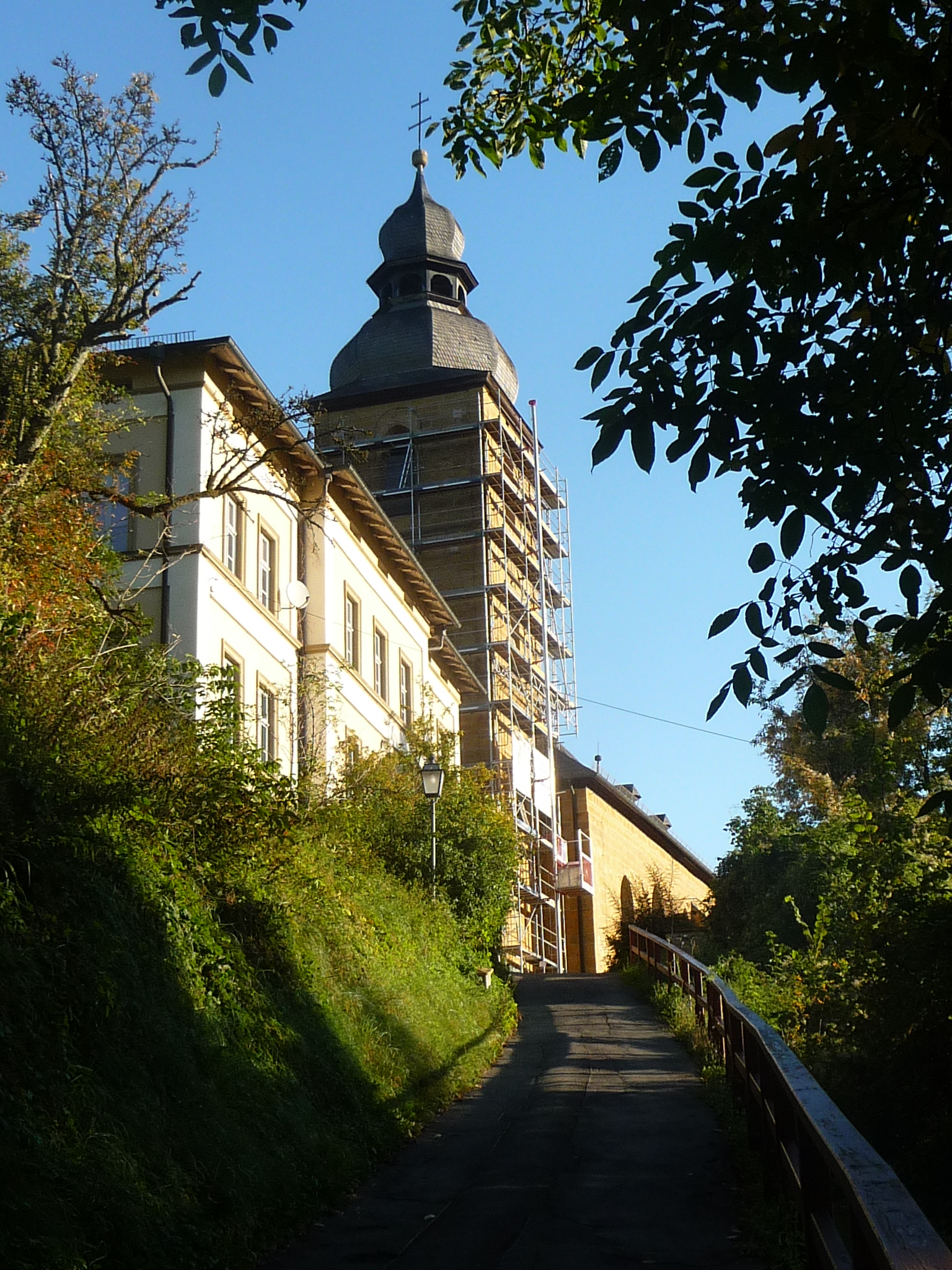
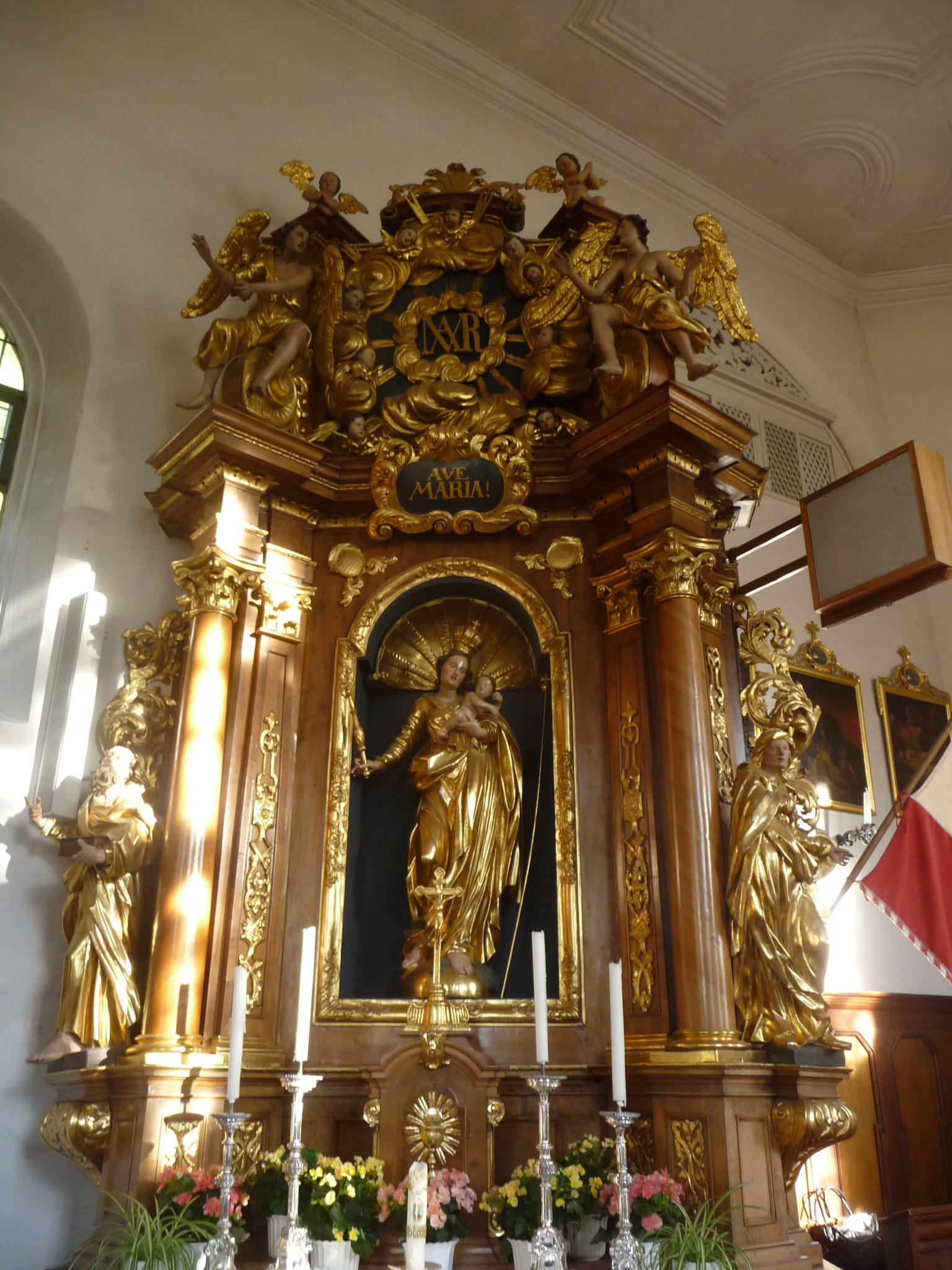

- Ewige Anbetung: 1. Oktober
- Erbaut: um 1400, 1702/03 Umbau
- Pfarrei: Weichenwasserlos

### Dörrnwasserlos: Kapelle St. Ottilie
- Patronatsfest:
- Patrozinium: St. Ottilie
- Kirchweih: erster Samstag im Juli
- Erbaut: 1783
- Pfarrei: Weichenwasserlos

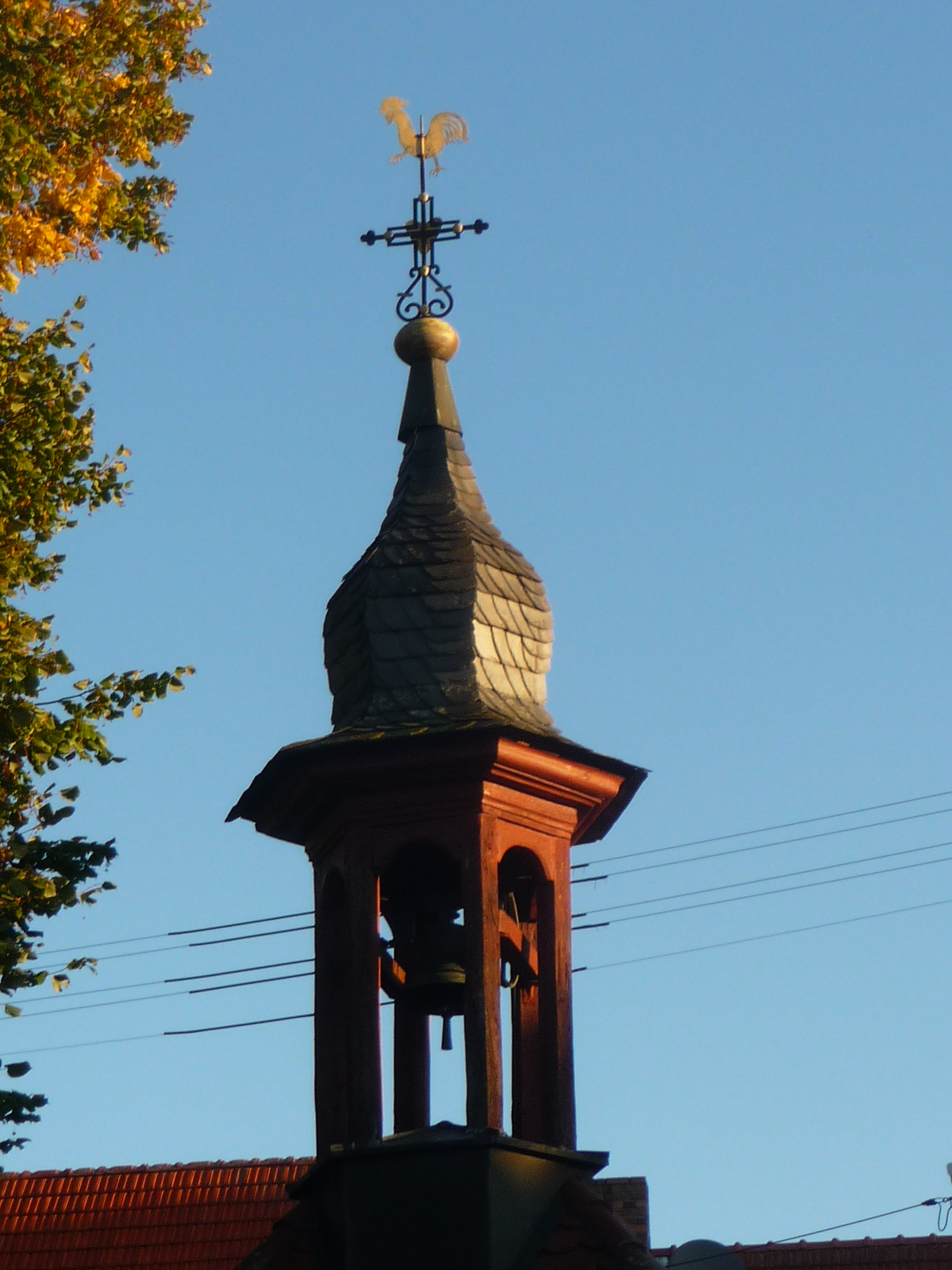
Turmspitze der Kapelle St. Ottilie in der Ortsmitte

### Dörrnwasserlos: Schönstattzentrum Marienberg
- Patronatsfest:
- Patrozinium: Maria Patrona Bavariae
- Heiligtumkirchweih: um den 22. Oktober
- Erbaut: 1999/2000
- Pfarrei: Weichenwasserlos

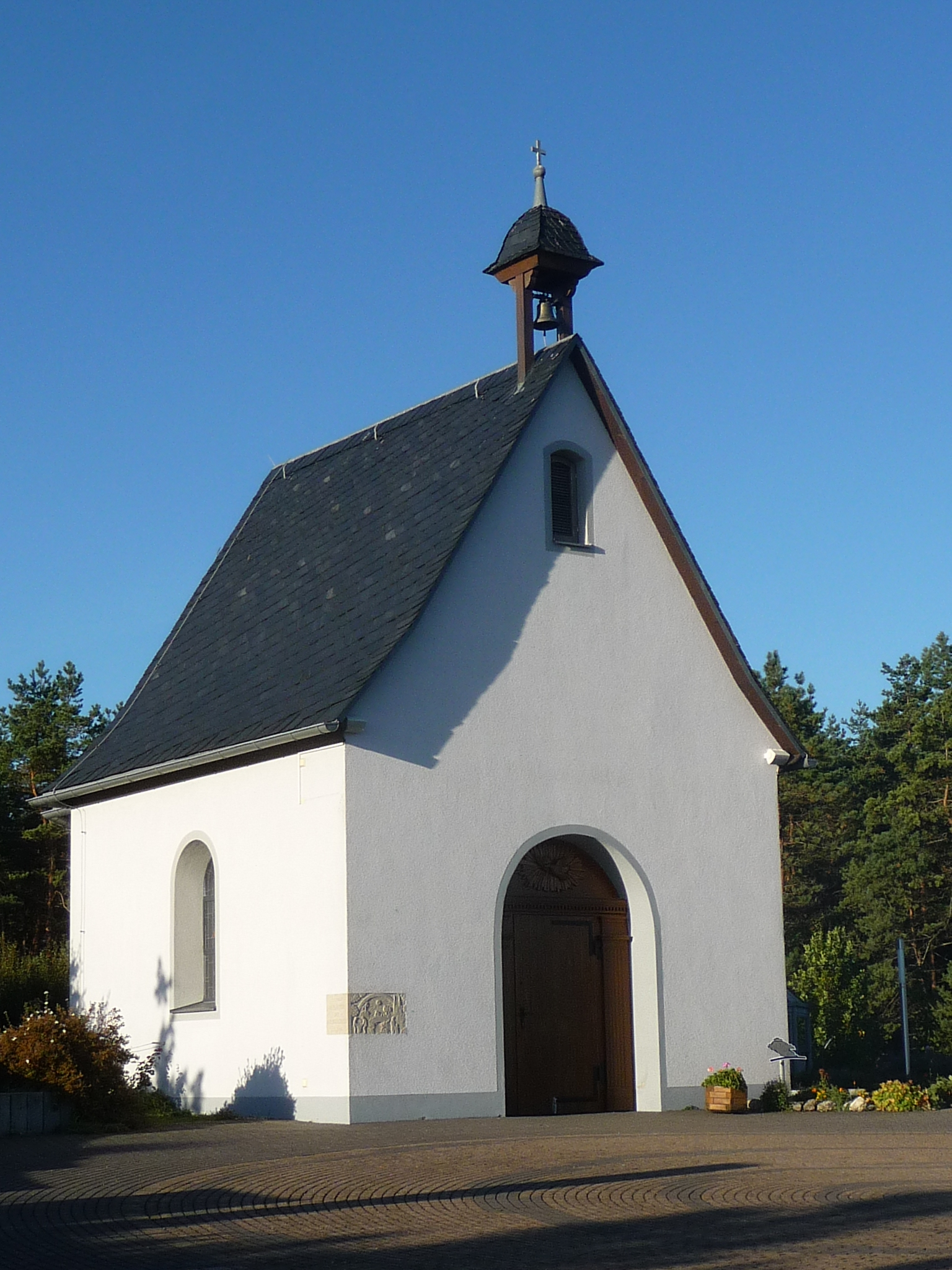
Schönstattzentrum Marienberg bei Dörrnwasserlos
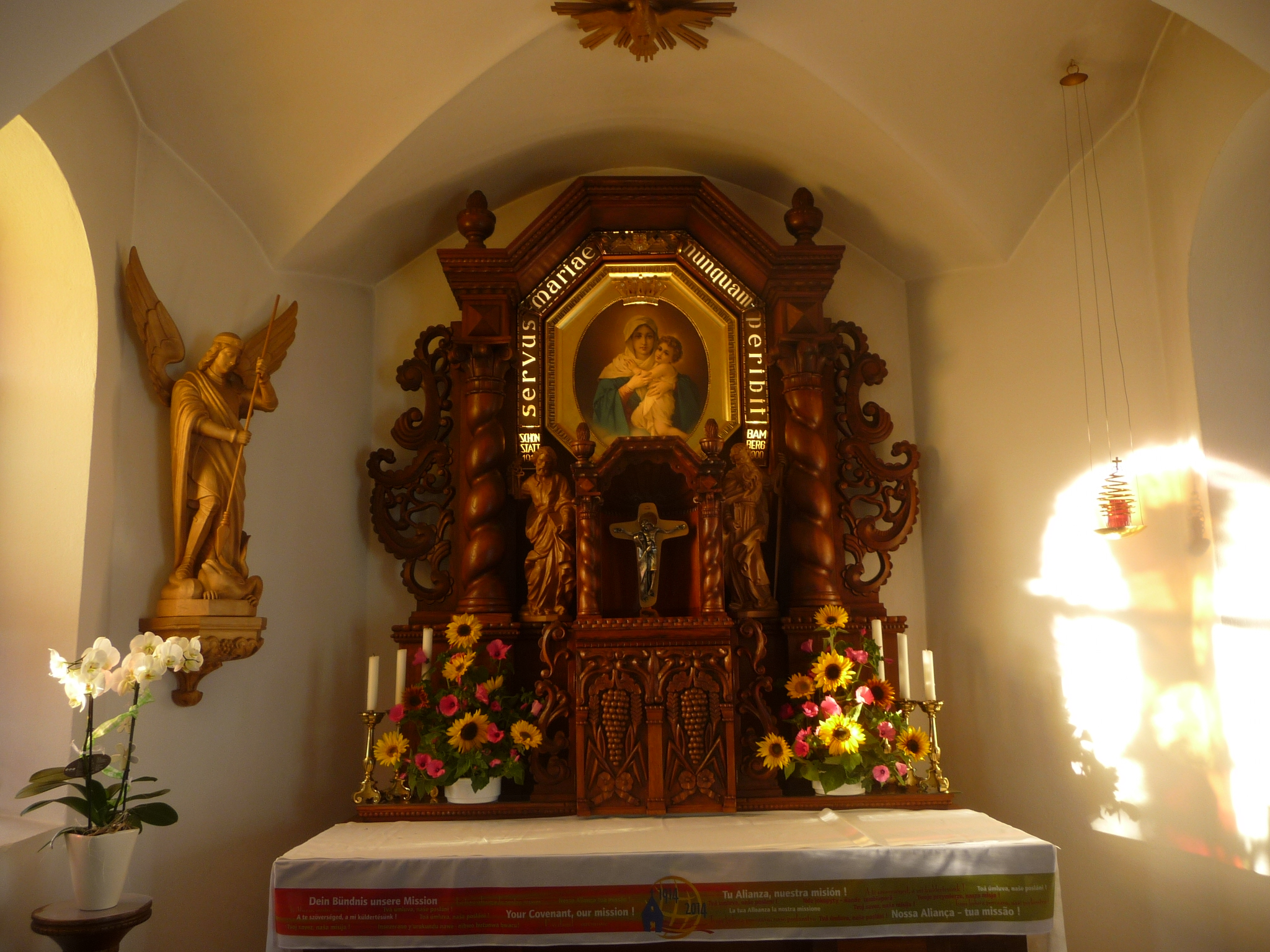

### Schneeberg: Kapelle Unbeflecktes Herz Mariens
- Patronatsfest:
- Patrozinium: Unbeflecktes Herz Mariä
- Erbaut: 1949 bis 1951, 2003 bis 2005 Neubau
- Pfarrei: Weichenwasserlos